# Nassarius
Ốc bùn bống hay ốc bùn bóng (Danh pháp khoa học: Nassarius) là một chi ốc trong họ Nassariidae Nhiều loài trong chi ốc này có độc. 

## Độc tố
Ốc bùn bống là những loài ốc thường sinh sống ở đáy biển ven bờ Việt Nam, chúng có độc tố Tetrodotoxin là loại độc tố thần kinh cực mạnh, cấu trúc đặc biệt nên không bị phân hủy, biến tính trong quá trình xử lý ở nhiệt độ cao. Khi ăn phải loại ốc này thì có triệu chứng là bị tê, rát ở môi, đầu lưỡi, sau đó lan dần đến chân, tay, đầu, tiếp đó là nôn mửa, choáng. Trong trường hợp không được cấp cứu kịp thời, nạn nhân có thể tử vong sau 30 phút hoặc 3 giờ sau khi bị ngộ độc ốc bùn bống.

## Các loài
- Nassarius absconditus Gili, 2015
- Nassarius abyssicolus (A. Adams, 1852)
- Nassarius acteon MacNeil, 1960
- Nassarius acuminatus (Marrat, 1880)
- Nassarius acuticostus (Montrouzier in Souverbie & Montrouzier, 1864)
- Nassarius acutus (Say, 1822)
- † Nassarius adae (Boettger, 1902)
- Nassarius adami Arthur & Fernandes, 1989
- Nassarius agapetus (Watson, 1882)
- †Nassarius agatensis (Bellardi, 1882)
- Nassarius alabasteroides Kool, 2009
- Nassarius albescens (Dunker, 1846)
- Nassarius albinus (Thiele, 1930)
- Nassarius albomaculatus Rehder, 1980
- †Nassarius alfuricus (Fischer in Wanner, 1927)
- Nassarius algidus (Reeve, 1853)
- † Nassarius amycliformis (Shuto, 1969)
- Nassarius angolensis (Odhner, 1923)
- † Nassarius angulatus (Brocchi, 1814)
- Nassarius anguliferus (A. Adams, 1852)
- † Nassarius anomalus (Harmer, 1914)
- † Nassarius antiquus (Bellardi, 1882)
- Nassarius aoteanus Finlay, 1926
- Nassarius arcadioi Rolán & Hernández, 2005
- Nassarius arcularia (Linnaeus, 1758)
- Nassarius arcus Cernohorsky, 1991
- Nassarius arewarensis Nerurkar, Shimpi & Apte, 2020
- Nassarius argenteus (Marrat, 1877)
- † Nassarius asperulus (Brocchi, 1814)
- Nassarius atlantideus Adam & Knudsen, 1984
- † Nassarius attiguus (Bellardi, 1882)
- Nassarius babylonicus (Watson, 1882)
- † Nassarius badensis (Hörnes, 1852)
- Nassarius bailyi (Pilsbry & Lowe, 1932)
- † Nassarius banaticus (Boettger, 1902)
- † Nassarius bantamensis Oostingh, 1933
- † Nassarius barbarossai Landau, Harzhauser, İslamoğlu & Silva, 2013
- Nassarius barsdelli Ladd, 1976
- † Nassarius beberkirianus (K. Martin & Icke, 1906)
- Nassarius bellulus (A. Adams, 1852)
- Nassarius bellus (Marrat, 1877)
- Nassarius berniceae Willan & Beechey, 2015
- † Nassarius beureumensis Oostingh, 1933
- Nassarius bicallosus (E.A. Smith, 1876)
- Nassarius biendongensis Kool, 2003
- Nassarius bifarius W. Baird, 1873
- Nassarius bimaculosus (A. Adams, 1852)
- † Nassarius bolangoi (Ladd, 1976)
- † Nassarius bonellii (Sismonda, 1847)
- Nassarius boucheti Kool, 2004
- Nassarius bourbonensis Kool, 2015
- † Nassarius brebioni Van Dingenen, Ceulemans, Landau & C. M. Silva, 2015
- Nassarius brunneostomus (Stearns, 1893)
- Nassarius bruuni Adam & Knudsen, 1984
- Nassarius cadeei Kool, 2006
- Nassarius caelatus (A. Adams, 1852)
- Nassarius caelolineatus Nesbitt & Pitt, 1986
- Nassarius callospira (A. Adams, 1852)
- † Nassarius caloosaensis (Dall, 1890)
- Nassarius camelus (von Martens, 1897)
- Nassarius candei (d'Orbigny, 1847)
- Nassarius candens (Hinds, 1844)
- † Nassarius cantauranus Landau, 2010
- Nassarius capensis (Dunker, 1846)
- Nassarius capillaris (Watson, 1882)
- Nassarius castus (Gould, 1835)
- Nassarius catallus (Dall, 1908)[2]
- † Nassarius cautleyi (d'Archiac & Haime)
- Nassarius celebensis (Schepman, 1907)
- † Nassarius cerithiformis (Hilber, 1879)
- Nassarius cernohorskyi Kool, 2005
- Nassarius cerritensis (Arnold, 1903)
- Nassarius chibi (Habe, 1960)
- † Nassarius chiereghinii (Bellardi, 1882)
- Nassarius cinctellus (Gould, 1850)
- Nassarius cinctellus (A. Adams, 1852) (invalid as a junior homonym, but temporarily retained)
- Nassarius cinnamomeus (A. Adams, 1852)
- Nassarius circumcinctus (Adams A., 1852)
- Nassarius clarus (Marrat, 1877)
- † Nassarius clathratus (Born, 1778)
- Nassarius collarius (C. B. Adams, 1852)
- † Nassarius coloratus (Eichwald, 1830)
- † Nassarius columbinus Van Dingenen, Ceulemans, Landau & C. M. Silva, 2015
- † Nassarius companyoi (Fontannes, 1879)
- Nassarius compertus Fernández-Garcés, Espinosa & Rolán, 1990
- Nassarius comptus (Marrat, 1880)
  - Nassarius comptus polita (Marrat, 1880)
- Nassarius concinnus (Powys, 1835)
- Nassarius congrua (Yokoyama, 1926)
- Nassarius conoidalis (Deshayes, 1832)
- Nassarius consensus (Ravenel, 1861) - striate nassa
- Nassarius coppingeri (E.A. Smith, 1881)
- Nassarius coriolis Kool, 2009
- Nassarius coronatus (Bruguière, 1789)
- Nassarius coronulus (A. Adams, 1852)
- † Nassarius corrugatus (Brocchi, 1814)
- † Nassarius crassigranosus (Tate, 1888)
- † Nassarius crassiusculus (Nyst, 1845)
- † Nassarius crebresulcatus (Bellardi, 1882)
- Nassarius crebricostatus (Schepman, 1911)
- Nassarius crematus (Hinds, 1844)
- Nassarius crenoliratus (A. Adams, 1852)
- Nassarius crenulatus (Lamarck, 1816) (nomen dubium)
- † Nassarius daciae (Hoernes & Auinger, 1882)
- Nassarius dakarensis (Fischer-Piette & Nicklès, 1946)
- Nassarius dekkeri Kool, 2001
- Nassarius delicatus (A. Adams, 1852)
- Nassarius delosi (Woodring, 1946)
- † Nassarius demissus (Yokoyama, 1923)
- † Nassarius denselineatus (Nagao, 1928)
- Nassarius dentifer (Powys, 1835)
- Nassarius deshayesianus (Issel, 1866)
- Nassarius deshayesii (Hombron & Jacquinot, 1848)
- Nassarius desmoulioides (G.B. Sowerby III, 1903)
- Nassarius dijki (K. Martin, 1895)
- Nassarius dilutus (E.A. Smith, 1899)
- Nassarius dimorphoides Oostingh, 1935
- Nassarius disparilis (E.A. Smith, 1903)
- Nassarius distortus (A. Adams, 1852)
- † Nassarius doliolum (Eichwald, 1830)
- Nassarius dorri Wattebled, 1886[3]
- Nassarius dorsatus (Röding, 1798)
- Nassarius dorsuosus (A. Adams, 1852)
- † Nassarius dujardini (Deshayes, 1844)
- Nassarius echinatus (A. Adams, 1852)
- Nassarius ecstilbus (Melvill & Standen, 1896)
- † Nassarius edlaueri (Beer-Bistrický, 1958)
- † Nassarius eichwaldi (Friedberg, 1911)
- † Nassarius elabratus (Doderlein, 1862)
- Nassarius elegantissimus Shuto, 1969
- Nassarius emilyae Moolenbeek & Dekker, 1994[4]
- † Nassarius eniwetokensis Ladd, 1977
- Nassarius enzoi Bozzetti, 2007
- † Nassarius erentoezae Landau, Harzhauser, İslamoğlu & Silva, 2013
- † Nassarius erunalae Landau, Harzhauser, İslamoğlu & Silva, 2013
- Nassarius euglyptus (G. B. Sowerby III, 1914)
- Nassarius eusulcatus (Sowerby, 1902)
- Nassarius excellens (Kuroda & Habe, 1961)
- Nassarius exilis (Powys, 1835)
- Nassarius eximius (H. Adams, 1872)
- Nassarius exsarcus (Dall, 1908)
- † Nassarius exspectatus (Bałuk, 1997)
- † Nassarius exstincteliratus (Fischer in Wanner, 1927)
- Nassarius exulatus (E.A. Smith, 1911)
- † Nassarius falconeri (d'Archiac & Haime, 1854)
- Nassarius fenistratus (Marratt, 1877)
- † Nassarius fennemai Oostingh, 1939
- Nassarius fenwicki Kilburn, 1972
- † Nassarius ficaratiensis (Monterosato, 1891)
- Nassarius fidus (Reeve, 1853)
- Nassarius filmerae (G.B. Sowerby III, 1900)
- Nassarius filosus (Reeve, 1853)
- Nassarius fissilabris (Adams, A., 1852)
- Nassarius formosus (Turton, 1932)
- Nassarius fossae (Preston, 1915)
- Nassarius fossatus (Gould, 1850) - channeled nassa
- Nassarius foveolatus (Dunker, 1847)
- Nassarius fraterculus (Dunker, 1860) - Japanese nassa
- Nassarius fraudator Cernohorsky, 1980
- Nassarius fraudulentus (Marrat, 1877)
- Nassarius frederici (Melvill & Standen, 1901)
- Nassarius fretorum (Melvill & Standen, 1899)
- † Nassarius fritzsteiningeri Harzhauser & Cernohorsky, 2011
- † Nassarius fuchsi (Koenen, 1872)
- Nassarius fufanus (Fischer in Wanner, 1927)
- Nassarius fuscescens (Dautzenberg, 1912)
- Nassarius fuscolineatus (E.A. Smith, 1875)
- Nassarius fuscus (Hombron & Jacquinot, 1848)
- Nassarius gallegosi Strong and Hertlein, 1937
- Nassarius garuda Kool, 2007
- Nassarius gaudiosus (Hinds, 1844)
  - Nassarius gaudiosus marrati E.A. Smith, 1876
  - Nassarius gaudiosus mucronata (A.. Adams, 1851)
- Nassarius gayii (Kiener, 1834)
- Nassarius gemmuliferus A. Adams, 1852
- Nassarius gemmulosus (C.B. Adams, 1852)
- † Nassarius gendryi Van Dingenen, Ceulemans, Landau & C. M. Silva, 2015
- † Nassarius gigantulus (Michelotti, 1840) †
- † Nassarius gilii Landau, Harzhauser, İslamoğlu & Silva, 2013
- Nassarius glabrus J.-L. Zhang & S.-P. Zhang, 2014
- Nassarius glagahensis Oostingh, 1935
- Nassarius glans (Linnaeus, 1758)
  - Nassarius glans particeps (Hedley, 1915)
- Nassarius globosus (Quoy & Gaimard, 1833)
- Nassarius goniopleura (Dall, 1908): taxon inquirendum
- † Nassarius grammatus (Dall, 1917)
- Nassarius granifer Kiener, 1834
- Nassarius granosocostatus (Schepman, 1911)
- Nassarius graphiterus (Hombron & Jacquinot, 1848)
- † Nassarius grateloupi (Hörnes, 1852)
- Nassarius gruneri (Dunker, 1846)
- Nassarius gruveli Adam & Knudsen, 1984
- Nassarius guaymasensis (Pilsbry & Lowe, 1932)
- Nassarius haldemanni (Dunker, 1847)
- Nassarius hansenae Kool, 1996
- Nassarius harpularia (Marrat, 1877)
- Nassarius harryleei García, 2001
- Nassarius helleri (Mari, 1929)
- † Nassarius hemipolitus Nomura & Zimbo, 1935
- Nassarius hepaticus (Pulteney, 1799)
- Nassarius herosae Kool, 2005
- Nassarius himeroessa (Melvill & Standen, 1903)
- Nassarius hiradoensis (Pilsbry, 1904)
- Nassarius hirasei Kuroda & Habe, 1952
- Nassarius hirtus (Kiener, 1834)
- † Nassarius hochstetteri (Hoernes & Auinger, 1882)
- Nassarius hongoensis Itoigawa, 1955
- Nassarius horridus (Dunker, 1847)
- Nassarius houbricki Kool & Galindo, 2014
- Nassarius howardae Chace, 1958
- Nassarius hugokooli Thach, 2016
- Nassarius humeratus J.-W. Yang & S.-P. Zhang, 2011
- † Nassarius hungaricus (Mayer, 1873)
- † Nassarius iberoclathratus Landau, C. M. Silva & Gili, 2009
- Nassarius idyllius (Melvill & Standen, 1901)
- Nassarius ikedai Thach, 2017
- † Nassarius illovensis (Hoernes & Auinger, 1882)
- † Nassarius incognitus (Peyrot, 1925)
- Nassarius incongruus Otuka, 1937
- † Nassarius infralaevis (Fischer in Wanner, 1927)
- Nassarius insculptus (Carpenter, 1864) - smooth western nassa
- Nassarius interliratus (E. A. Smith, 1876)
- † Nassarius intersulcatus (Hilber, 1879)
- Nassarius iodes (Dall, 1917)
- Nassarius irus (Martens, 1880)
- Nassarius ischnus (Melvill, 1899)
- Nassarius jacksonianus (Quoy & Gaimard, 1833)
- Nassarius jactabundus (Melvill, 1906)
- † Nassarius janschloegli Harzhauser, 2011
- † Nassarius jansseni Harzhauser & Kowalke, 2004
- Nassarius javanus (Schepman, 1891)
- Nassarius jonasii (Dunker, 1846)[5]
- † Nassarius junghuhni (K. Martin, 1895)
- Nassarius kaicherae Jong & Coomans, 1988
- Nassarius keenii (Marrat, 1877)
- Nassarius kiiensis Kira, 1954
- Nassarius kilburni Kool, 2019
- Nassarius kochianus (Dunker, 1846)
- Nassarius kometubus Otuka, 1934
- † Nassarius kondangensis (Oostingh, 1939)
- Nassarius kooli Dekker & Dekkers, 2009
- Nassarius kraussianus (Dunker, 1846)
- Nassarius kruizingai Oostingh, 1939
- Nassarius labiatus (A. Adams, 1853)
- † Nassarius labiosus (J. de C. Sowerby, 1824)
- Nassarius labordei (Giner Mari, 1929)
- † Nassarius landreauensis Van Dingenen, Ceulemans, Landau & C. M. Silva, 2015
- † Nassarius lapugyensis (Hoernes & Auinger, 1882)
- † Nassarius larandicus Landau, Harzhauser, İslamoğlu & Silva, 2013
- Nassarius lavanonoensis Bozzetti, 2006
- Nassarius lawsonorum Kilburn, 2000
- Nassarius leptospira (A. Adams, 1852)
- Nassarius levis Abbate & Cavallari, 2013
- Nassarius liberiensis (Knudsen, 1956)
- † Nassarius ligusticus (Bellardi, 1882)
- Nassarius limacinus (Dall, 1917)
- Nassarius limnaeformis (Dunker, 1847)
- Nassarius livescens (Philippi, 1848)
- Nassarius lochi Kool, 1996
- Nassarius luctuosus (A. Adams, 1852)
- Nassarius luridus (Gould, 1850)
- Nassarius maccauslandi Cernohorsky, 1984
- Nassarius macrocephalus  (Schepman, 1911)
- † Nassarius macrodon (Bronn, 1831)
- † Nassarius madiunensis (K. Martin, 1895)
- Nassarius madurensis Kool, 2013
- Nassarius mammilliferus (Melvill, 1897)
- † Nassarius mandirensis Oostingh, 1939
- † Nassarius mangkalihatensis Beets, 1941
- Nassarius margaritifer (Dunker, 1847)
- Nassarius marmoreus (A. Adams, 1852)
- Nassarius marratii (E. A. Smith, 1876)
- † Nassarius martae Van Dingenen, Ceulemans, Landau & C. M. Silva, 2015
- † Nassarius martinelli Gili, 1992
- Nassarius martinezi Kool & Galindo, 2014
- Nassarius massemini Kool, 2020
- Nassarius maxuitongi S.-Q. Zhang, S.-P. Zhang & H.-T. Li, 2019
- Nassarius megalocallus Adam & Knudsen, 1984
- † Nassarius megastoma (Bellardi, 1882)
- Nassarius mekranicus (Vredenburg, 1925)
- Nassarius mendicus (Gould, 1850) - lean western nassa
- † Nassarius merlei Van Dingenen, Ceulemans, Landau & C. M. Silva, 2015
- Nassarius micans (A. Adams, 1852)
- Nassarius mirabilis Bozzetti, 2007
- Nassarius miser (Dall, 1908)[6]
- Nassarius mobilis (Hedley & May, 1908)[7]
- Nassarius moestus (Hinds, 1844)
- Nassarius moolenbeeki Kool, 1995[8]
- Nassarius muelleri (Maltzan, 1884)
- Nassarius multicostatus (A. Adams, 1852)
- Nassarius multigranosus (Dunker, 1847)
- Nassarius multipunctatus (Schepman, 1911)
- Nassarius multivocus Kool, 2008
- Nassarius mundus (Sturany, 1900)[9]
- Nassarius mustelina (Gould, 1860)
- Nassarius myristicatus (Hinds, 1844)
- Nassarius nakayamai (Habe, 1958)
- Nassarius nanhaiensis Zhang, 2013
- Nassarius natalensis (E.A. Smith, 1903)
- † Nassarius neugeboreni (Hoernes & Auinger, 1882)
- Nassarius ngawianus (K. Martin, 1895)
- Nassarius ngocthachi Cossignani, 2021
- Nassarius nigellus (Reeve, 1854)[10]
- Nassarius niger (Hombron & Jacquinot, 1848)
- Nassarius nigrolabrus (Verrill, 1880) (nomen dubium)
- Nassarius niveus (A. Adams, 1852)
- Nassarius nobilis (Thiele, 1925)
- Nassarius nodicinctus (A. Adams, 1852)
- Nassarius nodicostatus (A. Adams, 1852)
- Nassarius nodiferus (Powys, 1835)
- Nassarius nodulosus (Marrat, 1873)
- Nassarius noguchii (Habe, 1958)
- Nassarius notoensis Masuda, 1956
- † Nassarius notterbecki (Hoernes & Auinger, 1882)
- Nassarius novaezelandiae (Reeve, 1854)
- Nassarius nuceus (Pease, 1869)
- Nassarius nucleolus (Philippi, 1846)
- † Nassarius nuttalli (Ludbrook, 1978)
- Nassarius oberwimmeri (Preston, 1907)
- Nassarius obesus (G. & H. Nevill, 1875)
- Nassarius oblongus (Marrat, 1877)
- Nassarius obvelatus (Deshayes, 1833)
- Nassarius ocellatus Kool & Galindo, 2014
- Nassarius ofeliae Cossignani, 2021
- Nassarius olivaceus (Bruguière, 1789)
- Nassarius olomea Kay, 1979
- † Nassarius omuensis (H. Noda, 1980)
- Nassarius onchodes (Dall, 1917)
- Nassarius oneratus (Deshayes, 1863)
- Nassarius optimus (G.B. Sowerby III, 1903)
- Nassarius orissaensis (Preston, 1914)
- † Nassarius ovum K. Martin, 1880
- † Nassarius pacaudi Van Dingenen, Ceulemans, Landau & C. M. Silva, 2015
- Nassarius pachychilus (von Maltzan, 1884)
- † Nassarius palumbis Van Dingenen, Ceulemans, Landau & C. M. Silva, 2015
- Nassarius paolomeli T. Cossignani, 2018
- Nassarius papillosus (Gould, 1850)
- Nassarius parcipictus Adam & Knudsen, 1984
- † Nassarius pascaleae Landau, Harzhauser, İslamoğlu & Silva, 2013
- † Nassarius patnuttalli Landau, C. M. Silva & Gili, 2009
- Nassarius patricius (Thiele, 1925)
- Nassarius paucicostatus (Marrat, 1877)
- † Nassarius pauli (Hoernes, 1875)
- Nassarius pauperatus (Lamarck, 1822)
- † Nassarius perdominulus Nomura & Zimbo, 1935
- Nassarius pernitidus (Dall, 1889)
- Nassarius persicus (von Martens, 1874)
- Nassarius pictus (Dunker, 1846)
- † Nassarius plainei Van Dingenen, Ceulemans, Landau & C. M. Silva, 2015
- Nassarius plebejus (Thiele, 1925)
- † Nassarius podolicus (Hoernes & Auinger, 1882)
- † Nassarius poelsensis (Hilber, 1879)
- Nassarius polistes (Dall, 1917)
- † Nassarius pontisnovi Cox, 1936
- Nassarius poppei Thach, 2018
- † Nassarius poteriensis Van Dingenen, Ceulemans, Landau & C. M. Silva, 2015
- Nassarius poupini Cernohorsky, 1992[11]
- † Nassarius praeambiguus (Brown & Pilsbry, 1913)
- Nassarius praematuratus Kuroda & Habe, 1852
- Nassarius prianganensis Altena & Beets, 1945
- Nassarius protrusidens (Melvill, 1918)
- Nassarius provulgatus (P. Fischer, 1891)
- † Nassarius prysmaticus (Brocchi, 1814)
- Nassarius pseudoconcinnus (E.A. Smith, 1895)
- † Nassarius pseudodemissus Nomura & Zimbo, 1935
- † Nassarius pseudoovum Harzhauser, Raven & Landau, 2018
- Nassarius pseudopoecilostictus Adam & Knudsen, 1984
- † Nassarius pseudoserratus Adam & Glibert, 1976
- † Nassarius pseudoserrulus Landau, Harzhauser, İslamoğlu & Silva, 2013
- Nassarius psila (Watson, 1882)
- Nassarius pullus (Linnaeus, 1758)
- Nassarius pulvinaris (von Martens, 1881)
- Nassarius pumilio (E.A. Smith, 1872)
- Nassarius punctatus (A. Adams, 1852)
- † Nassarius pupaeformis (Hoernes & Auinger, 1882)
- Nassarius pupinoides (Reeve, 1853)
- Nassarius pyramidalis A. Adams, 1853
- † Nassarius pyrenaicus (Fontannes, 1879)
- Nassarius pyrrhus (Menke, 1843)[12]
- Nassarius quadrasi (Hidalgo, 1904)
- Nassarius quantulus (Gould, 1860)
- Nassarius quercinus (Marrat, 1880)
- Nassarius radians Kool & Galindo, 2014
- Nassarius rainbowae Gili, 2015
- † Nassarius rectus (Dollfus & Dautzenberg, 1886)
- † Nassarius reductus Vermeij & Wesselingh, 2002
- Nassarius reeveanus (Dunker, 1847)
- Nassarius rehderi Cernohorsky, 1980
- † Nassarius reticosus (J. Sowerby, 1815)
- Nassarius reunionensis Cernohorsky, 1988[13]
- † Nassarius reussi (K. Martin, 1880)
- Nassarius rhinetes S.S. Berry, 1953 - California nassa
- Nassarius richeri Cernohorsky, 1992[14]
- Nassarius roissyi (Deshayes in Belanger, 1832)
- Nassarius roseae T. Cossignani, 2017
- † Nassarius rubusindicus Oostingh, 1939
- Nassarius rufus (Dunker, 1847)
- † Nassarius salbriacensis (Peyrot, 1925)
- Nassarius samiae Kool, 2006
- Nassarius sanctaehelenae (A. Adams, 1852)
- Nassarius scabriusculus (Powys, 1835)
- Nassarius scalaris (A. Adams, 1852)
- † Nassarius schroeckingeri (Hoernes & Auinger, 1882)
- † Nassarius schultzi Harzhauser & Kowalke, 2004
- Nassarius scissuratus (Dall, 1889) - carved nassa
- Nassarius seclusus (P. Fischer, 1891)
- † Nassarius semistriatus (Brocchi, 1814)
- Nassarius semisulcatus (Rousseau, 1854)
- † Nassarius separabilis Laws, 1939
- Nassarius sesarmus (Marrat, 1877)
- Nassarius shacklefordi (Melvill & Standen, 1896)
- Nassarius shaskyi Mclean, 1970
- † Nassarius signatodentis Harzhauser & Cernohorsky, 2011
- Nassarius signatus (Dunker, 1847)
- Nassarius simizui Otuka, 1934
- Nassarius sinarum (Philippi, 1851)
- Nassarius sinusigerus (A. Adams, 1852)
- Nassarius siquijorensis (A. Adams, 1852)
- Nassarius smithii (Marrat, 1877)
- † Nassarius socialis (Hutton, 1886)
- † Nassarius solidus (Bell, 1898)
- Nassarius sordidus (A. Adams, 1852)
- Nassarius speciosus (Adams, A., 1852)
- † Nassarius spectabilis (Nyst, 1843)
- † Nassarius sperlingensis Adam & Glibert, 1976
- Nassarius spiraliscabrus (Chapman & Gabriel, 1914)
- Nassarius spiratus (A. Adams, 1852)[15]
- Nassarius splendidulus (Dunker, 1846)
- Nassarius stigmarius (A. Adams, 1852)
- Nassarius stimpsonianus (C.B. Adams, 1852)
- Nassarius stolatus (Gmelin, 1791)
- † Nassarius striatulus (Eichwald, 1829)
- Nassarius striatus (C.B. Adams, 1852)
- Nassarius strongae Thach, 2018
- † Nassarius sturi (Hoernes & Auinger, 1882)
- † Nassarius styriacus (Hilber, 1879)
- † Nassarius subasperatus (Boettger, 1906)
- Nassarius subbalteatus MacNeil, 1961
- Nassarius subconstrictus (Sowerby, 1899)
- Nassarius subcopiosus (Ludbrook, 1958)
- Nassarius sublirellus (Tate, 1888)
- † Nassarius subprismaticus (Hoernes & Auinger, 1882)
- Nassarius subspinosus Lamarck
- Nassarius subtranslucidus (Smith, 1903)
- Nassarius succinctus (A. Adams, 1852)
- Nassarius sufflatus (Gould, 1860)
- Nassarius sumatranus (Thiele, 1925)
- † Nassarius sundaicus Oostingh, 1939
- † Nassarius supernecostatus (Hoernes & Auinger, 1882)
- Nassarius swearingeni Petuch & R. F. Myers, 2014
- Nassarius tabescens (Marrat, 1880)
- Nassarius tadjallii Moolenbeek, 2007
- Nassarius taeniolatus (Philippi, 1845)
- † Nassarius talahabensis (K. Martin, 1921)
- † Nassarius tambacanus (K. Martin, 1884)
- Nassarius tangaroai Kool, 2006
- Nassarius tango Scarabino, 2004
- † Nassarius tatei (Tenison Woods, 1879)
- Nassarius tateyamensis Kuroda, 1929
- † Nassarius taurinospeciosus Harzhauser & Cernohorsky, 2011
- Nassarius teretiusculus (A. Adams, 1852)
- Nassarius thachi Dekker, 2004
- Nassarius thachorum Dekker, Kool & van Gemert, 2016
- Nassarius thaumasius (Sturany, 1900)
- † Nassarius toulai (Hilber, 1879)
- Nassarius townsendi (Dall, 1880)
- Nassarius trinodosus (E. A. Smith, 1876)
- Nassarius tritoniformis (Kiener, 1841)
- Nassarius troendleorum Cernohorsky, 1980
- † Nassarius tunetoyensis Nomura & Hatai, 1936
- Nassarius turbineus (Gould, 1845)
- † Nassarius turgens (Bellardi, 1882)
- † Nassarius turonensis (Deshayes, 1844)
- † Nassarius turpis Van Dingenen, Ceulemans, Landau & C. M. Silva, 2015
- † Nassarius vandervlerki Oostingh, 1939
- † Nassarius vanesi Oostingh, 1935
- Nassarius vanessae Bozzetti, 2014
- Nassarius vangemerti Moolenbeek, 2010
- Nassarius vanpeli Kool, 2005
- Nassarius vanuatuensis Kool & Galindo, 2014
- Nassarius variciferus (A. Adams, 1852)
- † Nassarius varicosecostatus (Fischer in Wanner, 1927)
- Nassarius velatus (Gould, 1850)
- Nassarius velvetosus Kool & Galindo, 2014
- † Nassarius venemai (Koperberg, 1931)
- Nassarius venustus (Dunker, 1847)
- Nassarius vidalensis (Barnard, 1959)
- Nassarius vinctus (Marrat, 1877)
- Nassarius vitiensis (Hombron & Jacquinot, 1848)
- Nassarius vittatus (A. Adams, 1853)
- † Nassarius volhynicus (Andrzejowski, 1830)
- † Nassarius vulgatissimus (Mayer, 1860)
- Nassarius webbei (Petit, 1850)
- Nassarius websteri Petuch & Sargent, 2012
- Nassarius whiteheadae Cernohorsky, 1984
- Nassarius wilsoni (C.B. Adams, 1852)
- Nassarius wolffi Knudsen
- † Nassarius zborzewskii (Andrzejowski, 1830)

## Đồng nghĩa
- Nassarius angulicostis (Pilsbry and Lowe, 1932): synonym of Nassarius nodicinctus (A. Adams, 1852)
- Nassarius antillarum (d’Orbigny, 1847) - Antilles nassa: synonym of Phrontis antillara (d'Orbigny, 1847)
- Nassarius antiquatus (Watson, 1897): synonym of Nassarius recidivus (Martens, 1876)
- Nassarius balteatus (Pease, 1869): synonym of Reticunassa balteata (Pease, 1869)
- Nassarius brychius (Watson, 1822): synonym of Nassarius frigens (E. von Martens, 1878): synonym of Tritia frigens (E. von Martens, 1878)
- Nassarius burchardi (Dunker in Philippi, 1849):[16] synonym of Tritia burchardi (Philippi, 1849)
- Nassarius caboverdensis (Rolán, 1984): synonym of Tritia caboverdensis (Rolán, 1984)
- † Nassarius cabrierensis (Fontannes, 1878): synonym of † Nassarius striatulus (Eichwald, 1829)
- Nassarius candidissimus (C. B. Adams, 1845): synonym of Phrontis candidissima (C. B. Adams, 1845)
- Nassarius cockburnensis Kool & Dekker, 2006: synonym of Reticunassa cockburnensis (Kool & Dekker, 2006) (original combination)
- Nassarius compactus (Angas, 1865): synonym of Reticunassa compacta (Angas, 1865)
- Nassarius complanatus (Powys, 1835): synonym of Phrontis complanata (Powys, 1835)
- Nassarius conspersus (Philippi, 1848): synonym of Tritia conspersa (Philippi, 1849)
- Nassarius coralligenus (Pallary, 1900): synonym of Tritia coralligena (Pallary, 1900)
- Nassarius corniculum (Olivi, 1792): synonym of Tritia corniculum (Olivi, 1792)
- Nassarius corpulentus (C.B. Adams, 1852): synonym of Nassarius nassiformis (Lesson, 1842): synonym of Phrontis nassiformis (Lesson, 1842)
- Nassarius costellifera A. Adams: synonym of Nassarius margaritifer (Dunker, 1847)
- Nassarius crenulicostatus (Shuto, 1969): synonym of Reticunassa crenulicostata (Shuto, 1969)
- Nassarius crossei (Maltzan, 1884): synonym of Nassarius dakarensis (Fischer-Piette & Nicklès, 1946)
- Nassarius cussottii Bozzetti, 2006: synonym of Nassarius irus (Martens, 1880)
- Nassarius cuvierii (Payraudeau, 1826): synonym of Tritia cuvierii (Payraudeau, 1826)
- Nassarius denticulatus (A. Adams, 1852): synonym of Tritia denticulata (A. Adams, 1852)
- Nassarius elegans Kiener, 1834: synonym of Nassarius crassiusculus (Nyst, 1845)
- Nassarius elatus (Gould, 1845): synonym of Tritia elata (Gould, 1845)
- Nassarius ephamillus (Watson, 1882):[17] synonym of Tritia ephamilla (Watson, 1882)
- Nassarius erythraeus (Issel, 1869): synonym of Reticunassa erythraea (Issel, 1869)
- Nassarius festivus (Powys, 1835): synonym of Reticunassa festiva (Powys, 1835)
- Nassarius fischeri Dautzenberg: synonym of Nassarius fuscescens (Dautzenberg, 1912)
- Nassarius frigens (Martens, 1878): synonym of Tritia frigens (Martens, 1878)
- Nassarius gemmulatus (Lamarck, 1822): synonym of Nassarius conoidalis (Deshayes in Belanger, 1832)
- Nassarius gibbosulus (Linnaeus, 1758): synonym of Tritia gibbosula (Linnaeus, 1758)
- Nassarius glabratus (G.B. Sowerby II, 1842): synonym of Naytia glabrata (G. B. Sowerby II, 1842)
- Nassarius goreensis (Von Maltzan, 1884): synonym of Tritia goreensis (Maltzan, 1884)
- Nassarius graniferus Kiener, 1834: synonym of Nassarius granifer Kiener, 1834
- Nassarius granuliferus (Kiener, 1834): synonym of Nassarius granifer Kiener, 1834
- Nassarius granum (Lamarck, 1822):[18] synonym of Tritia grana (Lamarck, 1822)
- Nassarius hanraveni Kool & Dekker, 2006: synonym of Reticunassa hanraveni (Kool & Dekker, 2006)
- Nassarius heynemanni (Von Maltzan, 1884): synonym of Tritia heynemanni (Maltzan, 1884)
- Nassarius hotessieri (d'Orbigny, 1843): synonym of Phrontis hotessieriana (d'Orbigny, 1842)
- Nassarius hotessierianus (d'Orbigny, 1842) - miniature nassa: synonym of Phrontis hotessieriana (d'Orbigny, 1842)
- Nassarius incrassatus (Stroem, 1768): synonym of Tritia incrassata (Strøm, 1768)
- Nassarius insignis (H. Adams, 1867): synonym of Nassodonta insignis H. Adams, 1867
- Nassarius jeanmartini Kool & Dekker, 2006: synonym of Reticunassa jeanmartini (Kool & Dekker, 2006)
- Nassarius johni (Monterosato, 1889): synonym of Naytia johni (Monterosato, 1889)
- Nassarius karinae (Usticke, 1971): synonym of Phrontis karinae (Nowell-Usticke, 1971)
- Nassarius kieneri (Deshayes, 1863): synonym of Nassarius bourbonensis Kool, 2015
- Nassarius lima (Dillwyn, 1817): synonym of Tritia lima (Dillwyn, 1817)
- Nassarius louisi (Pallary, 1912): synonym of Tritia louisi (Pallary, 1912)
- Nassarius luteostoma (Broderip & Sowerby, 1829): synonym of Phrontis luteostoma (Broderip & G. B. Sowerby I, 1829)
- Nassarius margaritifera (Dunker, 1847): synonym of Nassarius margaritifer
- Nassarius margaritiferus (Dunker, 1847à): synonym of Nassarius margaritifer
- Nassarius melanioides (Reeve, 1853):[19] synonym of  Nassarius fuscus (Hombron & Jacquinot, 1848)
- Nassarius miga (Bruguière, 1789): synonym of Tritia miga (Bruguière, 1789)
- Nassarius monilis (Kiener, 1834): synonym of Nassarius distortus (A. Adams, 1852)
- Nassarius mucronata: synonym of Nassarius gaudiosus (Hinds, 1844)
- Nassarius mutabilis (Linnaeus, 1758): synonym of Tritia mutabilis (Linnaeus, 1758)
- Nassarius nanus Nowell-Usticke, G.W., 1959: synonym of Nassarius karinae Nowell-Usticke, G.W., 1971,[20]  synonym of Phrontis karinae (Nowell-Usticke, 1971)
- Nassarius nigrolabra (Verrill, 1880): synonym of Nassarius nigrolabrus (Verrill, 1880)
- Nassarius nitidus (Jeffreys, 1867): synonym of Tritia nitida (Jeffreys, 1867)
- Nassarius nodifer (Powys, 1835): synonym of Nassarius nodiferus (Powys, 1835)
- Nassarius obliquus Kiener: synonym of Nassarius glabratus (G.B. Sowerby II, 1842), synonym of Naytia glabrata (G. B. Sowerby II, 1842)
- Nassarius obsoletus (Say, 1822) - eastern mudsnail: synonym of Ilyanassa obsoleta (Say, 1822): synonym of Tritia obsoleta (Say, 1822)
- Nassarius ovoideus (Locard, 1886): synonym of Tritia ovoidea (Locard, 1886)
- Nassarius pagodus (Reeve, 1844): synonym of Phrontis pagoda (Reeve, 1844)
- Nassarius pauperus (Gould, 1850): synonym of Reticunassa paupera (Gould, 1850)
- Nassarius perpinguis (Hinds, 1844) - fat western nassa: synonym of Caesia perpinguis (Hinds, 1844)
- Nassarius pfeifferi (Philippi, 1844): synonym of Tritia pfeifferi (Philippi, 1844)
- Nassarius plicatellus Adams: synonym of Nassarius niveus (A. Adams, 1852)
- Nassarius polygonatus (Lamarck, 1822): synonym of Phrontis polygonata (Lamarck, 1822)
- Nassarius priscardi Bozzetti, 2006: synonym of Naytia priscardi (Bozzetti, 2006)
- Nassarius pygmaeus Lamarck, 1822: synonym of Tritia pygmaea (Lamarck, 1822)
- Nassarius recidivus (Martens, 1876): synonym of Tritia recidiva (von Martens, 1876)
- † Nassarius ridibundus Lozouet, 1999: synonym of † Tritia ridibunda (Lozouet, 1999)
- Nassarius robustus (Monterosato, 1890): synonym of Tritia lima (Dillwyn, 1817)
- Nassarius rotundus (Melvill & Standen, 1896): synonym of Reticunassa rotunda (Melvill & Standen, 1896)
- Nassarius semiplicatoides Zhang, Ai-Ju, You, Zhong-Jie, 2007: synonym of Nassarius foveolatus (Dunker, 1847)
- Nassarius sertulus (A. Adams, 1852 in 1852-53): synonym of Nassarius haldemani (Dunker, 1847)
- † Nassarius signatus (Hörnes, 1852): synonym of † Nassarius signatodentis Harzhauser & Cernohorsky, 2011
- Nassarius silvardi Kool & Dekker, 2006: synonym of Reticunassa silvardi (Kool & Dekker, 2006)
- Nassarius simoni Kool & Dekker, 2007: synonym of Reticunassa simoni (Kool & Dekker, 2007)
- Nassarius simplex (E.A. Smith, 1880): synonym of Nassarius tango F. Scarabino, 2004
- Nassarius skoogi (Odhner, 1923): synonym of Adinassa skoogi (Odhner, 1923)
- Nassarius smitsorum Kool, 1990:[21] synonym of Nassarius quercinus (Marrat, 1880)
- † Nassarius subincognitus Lozouet, 1999: synonym of † Tritia subincognita (Lozouet, 1999)
- Nassarius suturalis(Lamarck, 1822): synonym of Nassarius glans (Linnaeus, 1758)
- Nassarius taenius (Gmelin, 1790): synonym of Nassarius olivaceus (Bruguière, 1789)
- Nassarius tiarula (Kiener, 1841) - western mud nassa: synonym of Phrontis tiarula (Kiener, 1841)
- Nassarius tinei (Maravigna in Guérin, 1840): synonym of Tritia tinei (Maravigna, 1840)
- Nassarius tingitanus (Pallary, 1901): synonym of Tritia tingitana (Pallary, 1901)
- Nassarius trifasciatus Adams: synonym of Nassarius vinctus (Marrat, 1877)
- Nassarius trivittatus (Say, 1822) - threeline mudsnail: synonym of Tritia trivittata (Say, 1822), synonym of Ilyanassa trivittata (Say, 1822)
- Nassarius turulosus (Risso, 1826): synonym of Tritia turulosa (Risso, 1826)
- Nassarius unicolor Kiener, L.C., 1834: synonym of Nassarius dorsatus  (Röding, 1798)
- Nassarius unifasciatus (Kiener, 1834): synonym of Tritia unifasciata (Kiener, 1834)
- Nassarius versicolor (C. B. Adams, 1852): synonym of Phrontis versicolor (C. B. Adams, 1852)
- Nassarius vibex (Say, 1822) - bruised nassa: synonym of Phrontis vibex (Say, 1822)
- Nassarius weyersi Craven: synonym of Nassarius pumilio (E.A. Smith, 1872)
- Nassarius vaucheri (Pallary, 1906): synonym of Tritia vaucheri (Pallary, 1906)
- Nassarius zanzibarensis Kool & Dekker, 2007: synonym of Reticunassa zanzibarensis (Kool & Dekker, 2007)
- Nassarius zonalis (A. Adams, 1852):[22] synonym of Nassarius reeveanus (Dunker, 1847)

## Phân chi đồng nghĩa
- Nassarius (Aciculina) Adams, 1853   (alternate representation of Nassarius Duméril, 1805
- Nassarius (Alectryon) Berthold in Latreille, 1827: synonym of Nassarius (Alectrion) Montfort, 1810 (alternate representation of Nassarius Duméril, 1805)
- Nassarius (Allanassa) Iredale, 1929: synonym of Nassarius Duméril, 1805
- Nassarius (Amycla) H. Adams & A. Adams, 1853: synonym of Nassarius (Gussonea) Monterosato, 1912
- Nassarius (Amyclina) Iredale, 1918: synonym of Nassarius (Gussonea) Monterosato, 1912
- Nassarius (Arcularia) Link, 1807: alternate representation of Nassarius Duméril, 1805
  - Nassarius (Arcularia) glabratus (Sowerby, 1842): synonym of Nassarius glabratus (Sowerby, 1842)
- Nassarius (Austronassaria) C. Laseron & J. Laseron, 1956: synonym of Nassarius (Plicarcularia) Thiele, 1929 (alternate representation of Nassarius Duméril, 1805)
- Nassarius (Bathynassa) Ladd, 1976: synonym of Nassarius (Zeuxis) H. Adams & A. Adams, 1853 (alternate representation of Nassarius Duméril, 1805)
- Nassarius (Caesia) H. Adams & A. Adams, 1853: alternate representation of Nassarius Duméril, 1805
- Nassarius (Cencus) Gistel, 1848: synonym of Nassarius (Cyclope) Risso, 1826 (alternate representation of Nassarius Duméril, 1805)
- Nassarius (Chelenassa) Shuto, 1969: synonym of  Nassarius (Plicarcularia) Thiele, 1929 (alternate representation of Nassarius Duméril, 1805)
- Nassarius (Cryptonassarius) Watson, R.B., 1882: alternate representation of Nassarius Duméril, 1805
- Nassarius (Cyclocyrtia) Agassiz, 1848: synonym of Nassarius (Cyclope) Risso, 1826 (alternate representation of Nassarius Duméril, 1805)
- Nassarius (Cyclonassa) Swainson, 1840: synonym of Nassarius (Cyclope) Risso, 1826 (alternate representation of Nassarius Duméril, 1805)
- Nassarius (Cyclope) Risso, 1826: alternate representation of Nassarius Duméril, 1805
- Nassarius (Cyclops) Montfort, 1810: synonym of Nassarius (Cyclope) Risso, 1826 (alternate representation of Nassarius Duméril, 1805)
- Nassarius (Demondia) Addicott, 1956: synonym of Nassarius (Caesia) H. Adams & A. Adams, 1853 (alternate representation of Nassarius Duméril, 1805)
- Nassarius (Eione) Risso, 1826: synonym of Nassarius (Plicarcularia) Thiele, 1929 (alternate representation of Nassarius Duméril, 1805)
- Nassarius (Fackia) Nordsieck, 1972: synonym of Nassarius (Gussonea) Monterosato, 1912
- Nassarius (Glabrinassa) Shuto, 1969: synonym of Nassarius (Zeuxis) H. Adams & A. Adams, 1853 (alternate representation of Nassarius Duméril, 1805)
- Nassarius (Gussonea) Monterosato, 1912: synonym of Nassarius Duméril, 1805
- Nassarius (Hannonia) Pallary, 1914: synonym of Nassarius (Aciculina) Adams, 1853 (alternate representation of Nassarius Duméril, 1805)
- Nassarius (Hima) Gray, 1852 ex Leach, ms.: alternate representation of Nassarius Duméril, 1805
- Nassarius (Hinia) Gray, 1847: alternate representation of Nassarius Duméril, 1805
- Nassarius (Miohinia) Nordsieck, 1972: synonym of Nassarius (Hinia) Gray, 1847 (alternate representation of Nassarius Duméril, 1805)
- Nassarius (Mirua) Marwick, 1931: synonym of Nassarius (Hima) Gray, 1852 ex Leach, ms. (alternate representation of Nassarius Duméril, 1805)
- Nassarius (Nana) Schumacher, 1817: synonym of Nassarius (Cyclope) Risso, 1826 (alternate representation of Nassarius Duméril, 1805)
- Nassarius (Nanina) Risso, 1826: synonym of Nassarius (Cyclope) Risso, 1826 (alternate representation of Nassarius Duméril, 1805)
- Nassarius (Nanarius) Woodring, 1964: alternate representation of Nassarius Duméril, 1805
- Nassarius (Nannia) Philippi, 1844: synonym of Nassarius (Cyclope) Risso, 1826 (alternate representation of Nassarius Duméril, 1805)
- Nassarius (Nasseburna) de Gregorio, 1890: synonym of Nassarius (Sphaeronassa) Locard, 1886 (alternate representation of Nassarius Duméril, 1805)
- Nassarius (Nassodonta) H. Adams, 1867: alternate representation of Nassarius Duméril, 1805
- Nassarius (Nassarius) Duméril, 1805: alternate representation of Nassarius Duméril, 1805
- Nassarius (Naytia) H. Adams & A. Adams 1853: alternate representation of Nassarius Duméril, 1805
- Nassarius (Naytiopsis) Thiele, 1929: alternate representation of Nassarius Duméril, 1805
- Nassarius (Neritula) Herrmannsen, 1852: synonym of Nassarius (Cyclope) Risso, 1826 (alternate representation of Nassarius Duméril, 1805)
- Nassarius (Niotha) H. Adams & A. Adams, 1853:  alternate representation of Nassarius Duméril, 1805
- Nassarius (Pallacera) Woodring, 1964:  alternate representation of Nassarius Duméril, 1805
- Nassarius (Phrontis) H. Adams & A. Adams, 1853:  alternate representation of Nassarius Duméril, 1805
- Nassarius (Panormella) Costa, 1840: synonym of Nassarius (Cyclope) Risso, 1826 (alternate representation of Nassarius Duméril, 1805)
- Nassarius (Paranassa) Conrad, 1867: synonym of Nassarius (Ilyanassa) Stimpson, 1865 (alternate representation of Nassarius Duméril, 1805)
- Nassarius (Parcanassa) Iredale, 1936: synonym of Nassarius (Plicarcularia) Thiele, 1929 (alternate representation of Nassarius Duméril, 1805)
- Nassarius (Plicarcularia) Thiele, 1929: alternate representation of Nassarius Duméril, 1805
- Nassarius (Profundinassa) Thiele, 1929: alternate representation of Nassarius Duméril, 1805
- Nassarius (Proneritula) Thiele, 1929: alternate representation of Nassarius Duméril, 1805
- Nassarius (Psilarius) Woodring, 1964: alternate representation of Nassarius Duméril, 1805
- Nassarius (Pygmaeonassa) Annadale, 1924: alternate representation of Nassarius Duméril, 1805
- Nassarius (Retiarcularia) Shuto, 1969: synonym of Nassarius (Plicarcularia) Thiele, 1929 (alternate representation of Nassarius Duméril, 1805)
- Nassarius (Reticunassa) Iredale, 1936: synonym of Nassarius (Hima) Gray, 1852 ex Leach, ms. alternate representation of Nassarius Duméril, 1805)
- Nassarius (Schizopyga) Conrad, 1856: synonym of Nassarius (Caesia) H. Adams & A. Adams, 1853 (alternate representation of Nassarius Duméril, 1805)
- Nassarius (Sphaeronassa) Locard, 1886: alternate representation of Nassarius Duméril, 1805
- Nassarius (Tarazeuxis) Iredale, 1936: synonym of Nassarius (Telasco) H. Adams & A. Adams, 1853 (alternate representation of Nassarius Duméril, 1805)
- Nassarius (Tavanothia) Iredale, 1936: synonym of Nassarius (Niotha) H. Adams & A. Adams, 1853 (alternate representation of Nassarius Duméril, 1805)
- Nassarius (Telasco) H. Adams & A. Adams, 1853: alternate representation of Nassarius Duméril, 1805
- Nassarius (Tritia) A. Adams, 1853: synonym of Nassarius (Hinia) Gray, 1847  (alternate representation of Nassarius Duméril, 1805)
- Nassarius (Tritonella) A. Adams, 1852: synonym of Nassarius (Hima) Gray, 1852 ex Leach, ms.  (alternate representation of Nassarius Duméril, 1805)
- Nassarius (Usita) Noszky, 1936: synonym of Nassarius (Uzita) H. Adams & A. Adams, 1853 (alternate representation of Nassarius Duméril, 1805)
- Nassarius (Uzita) H. Adams & A. Adams, 1853: alternate representation of Nassarius Duméril, 1805
- Nassarius (Venassa) Martens, 1881: synonym of Nassarius (Zeuxis) H. Adams & A. Adams, 1853 (alternate representation of Nassarius Duméril, 1805)
- Nassarius (Varicinassa) Habe, 1946: alternate representation of Nassarius Duméril, 1805
- Nassarius (Zaphon) H. Adams & A. Adams, 1853: synonym of Nassarius (Caesia) H. Adams & A. Adams, 1853 (alternate representation of Nassarius Duméril, 1805)
- Nassarius (Zeuxis) H. Adams & A. Adams, 1853: alternate representation of Nassarius Duméril, 1805

## Hình ảnh

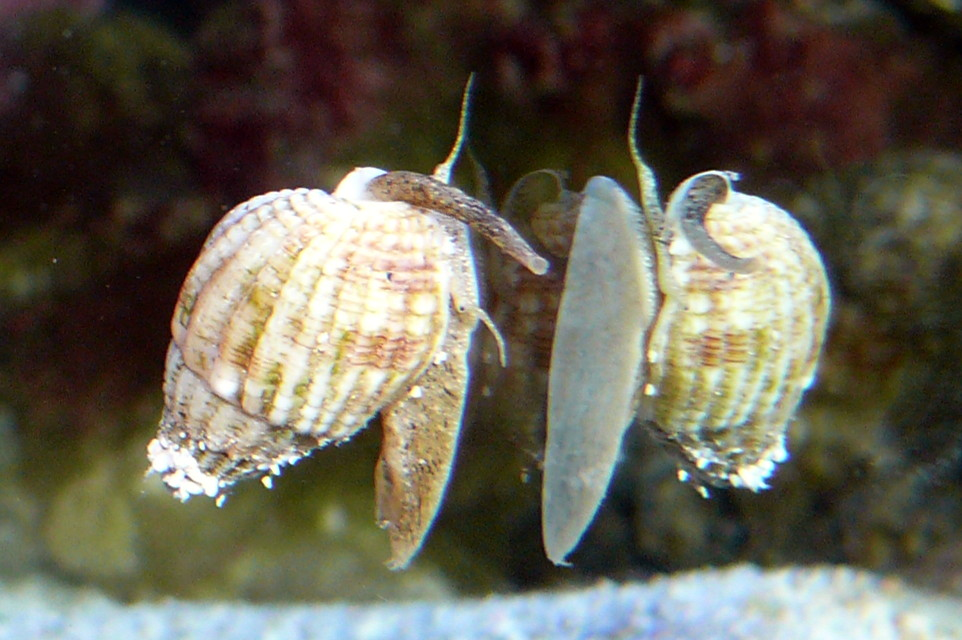
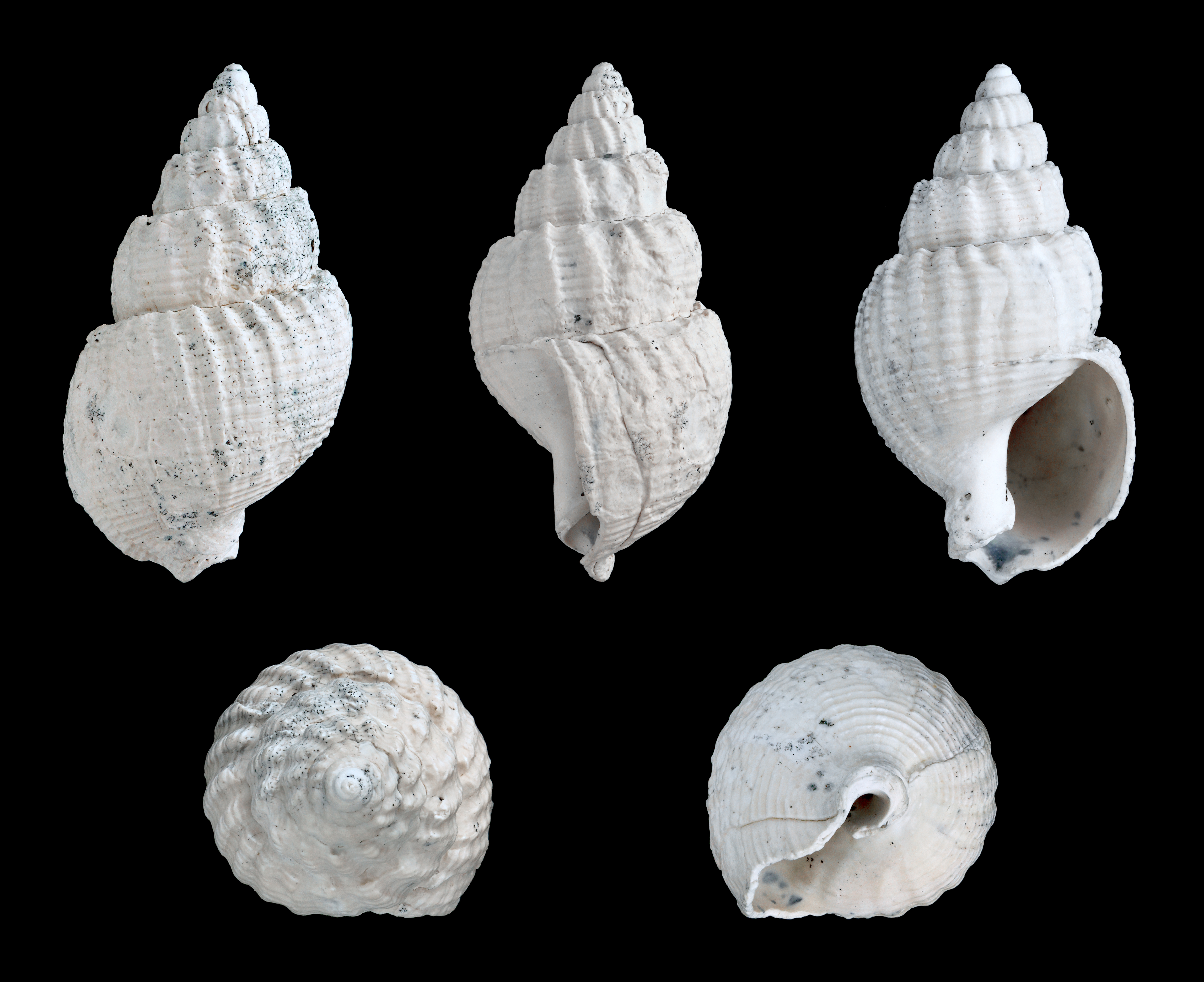
Nassarius scaldisianus
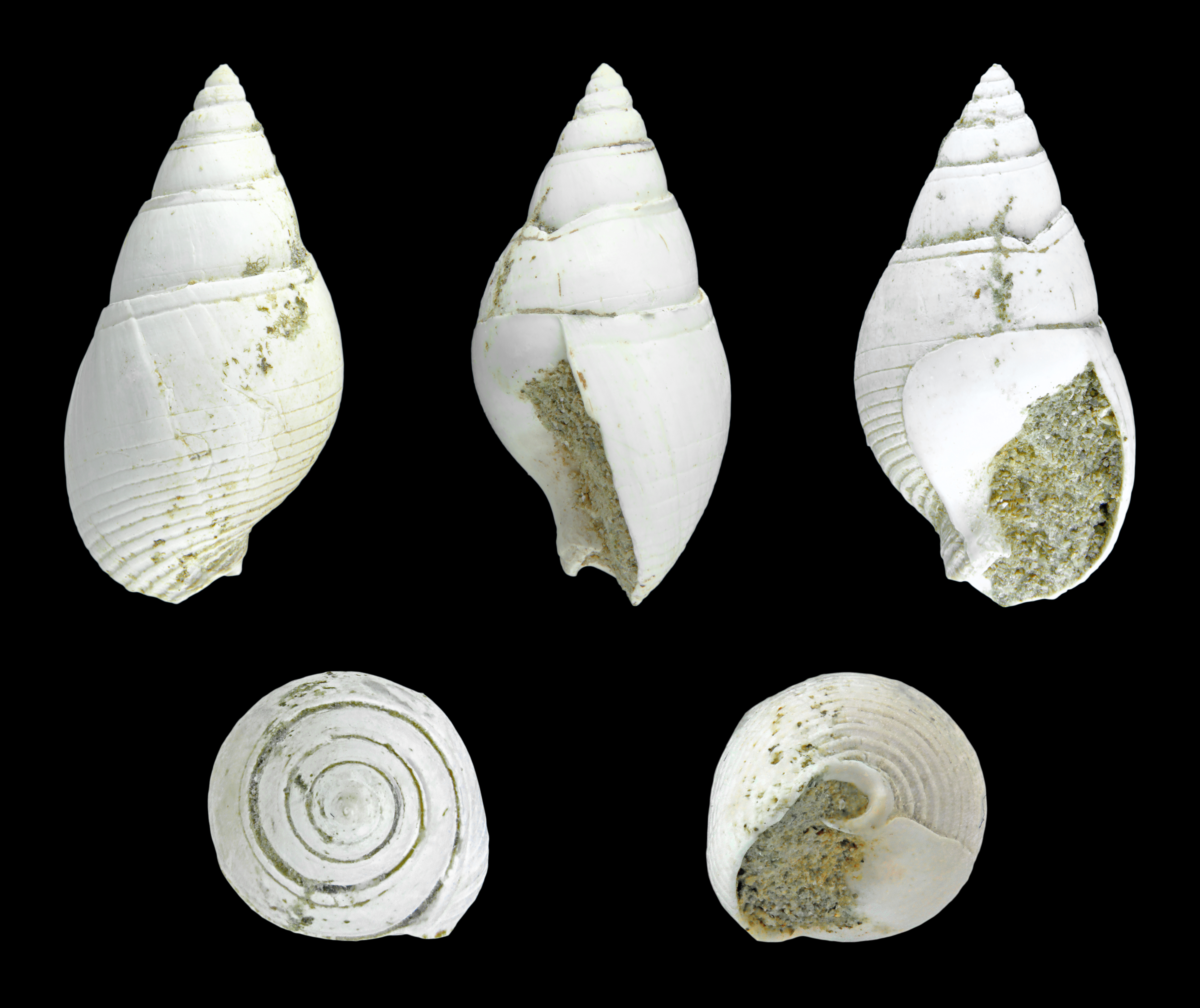
Nassarius semistriatus
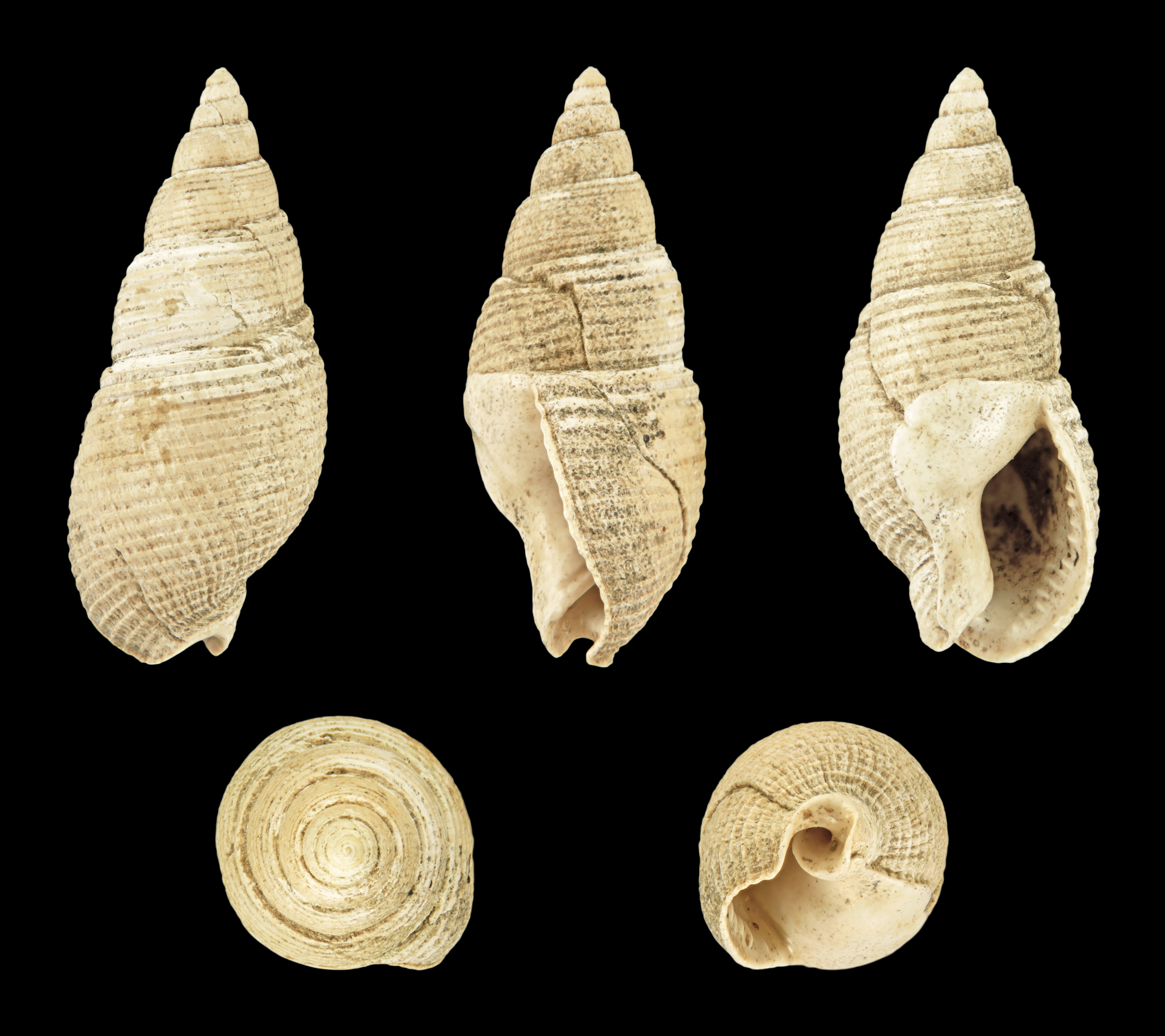
Nassarius semistriatus
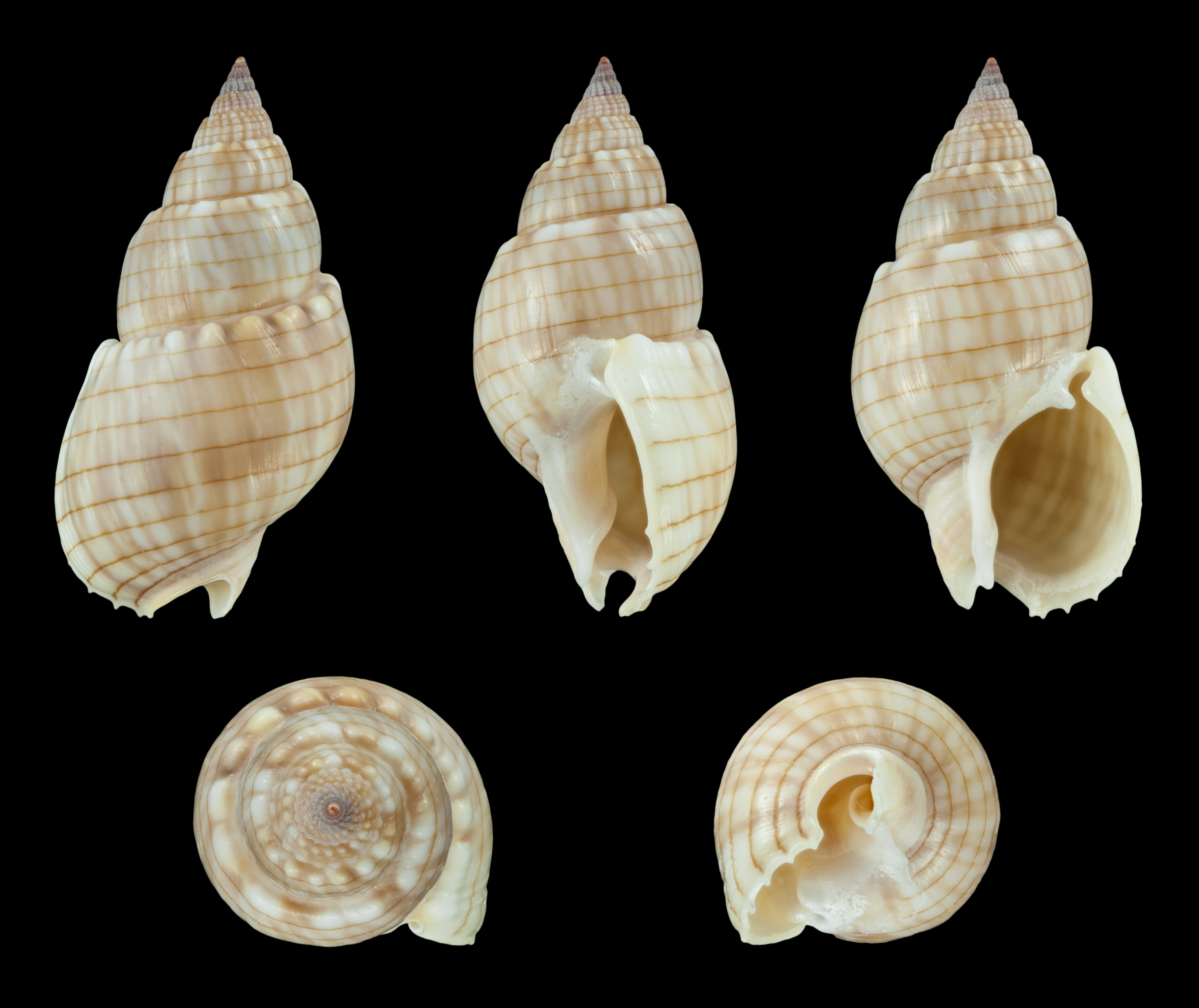
Nassarius (Alectrion) glans glans
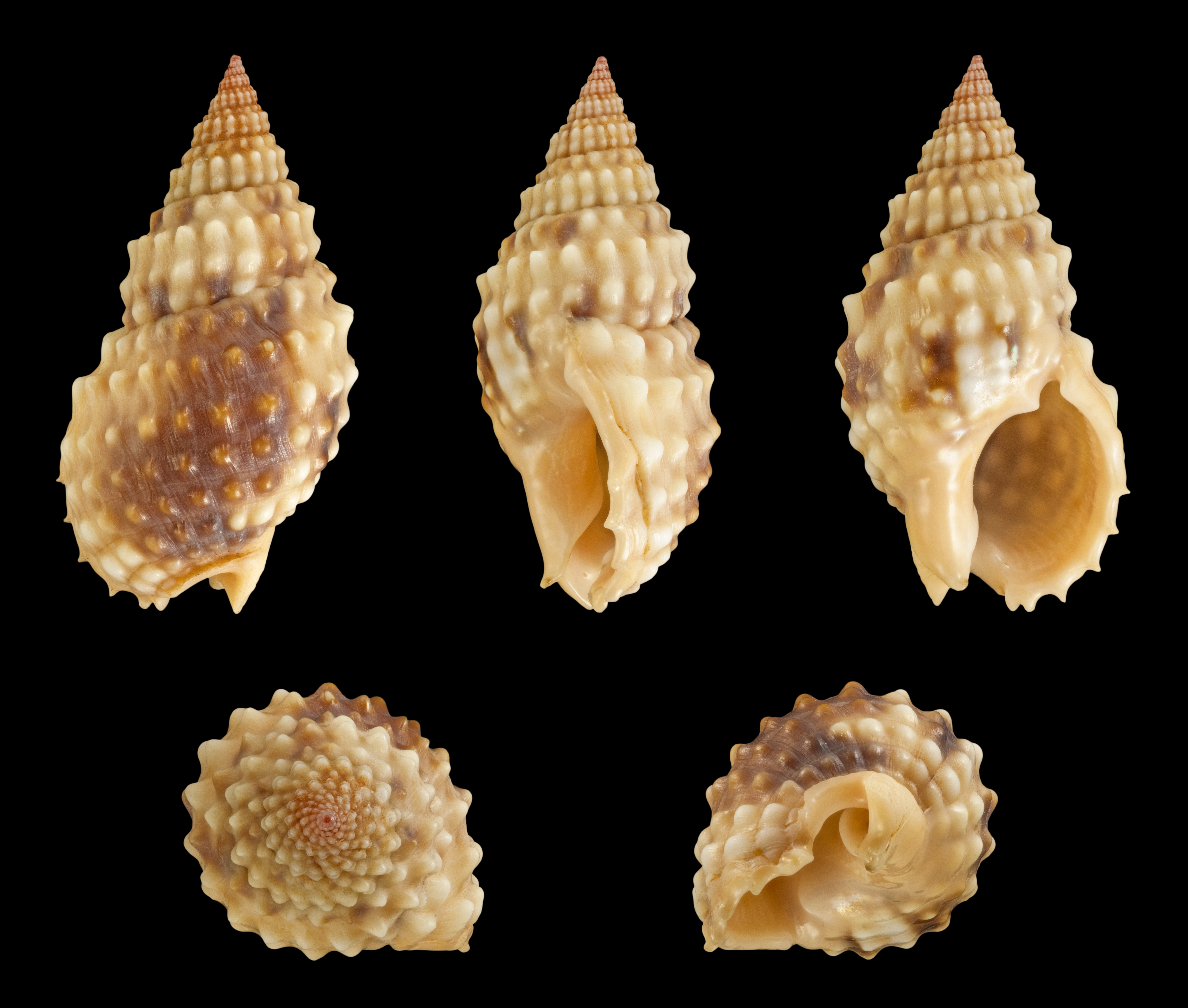
Nassarius (Alectrion) papillosus
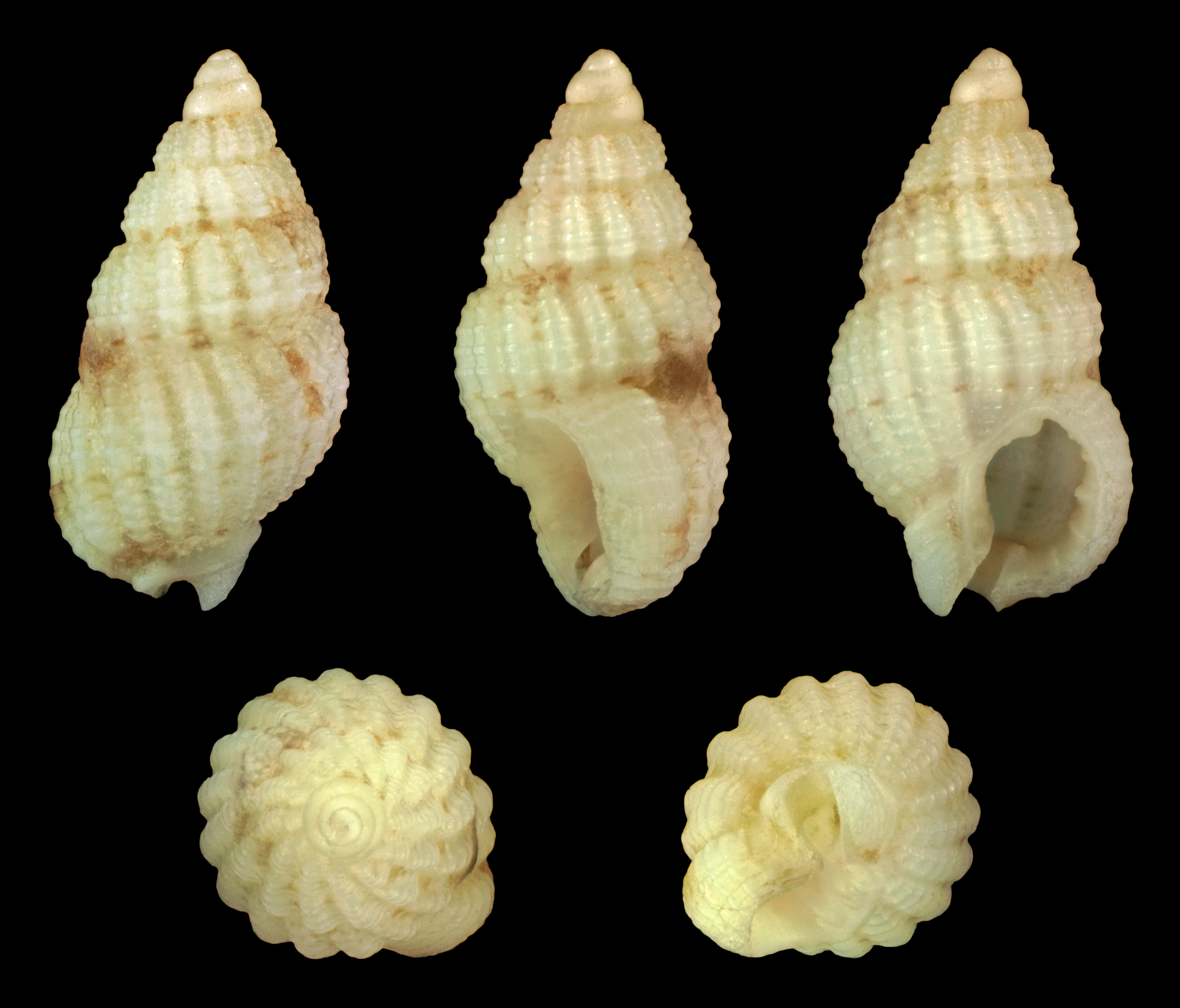
Nassarius (Hima) fuscolineatus
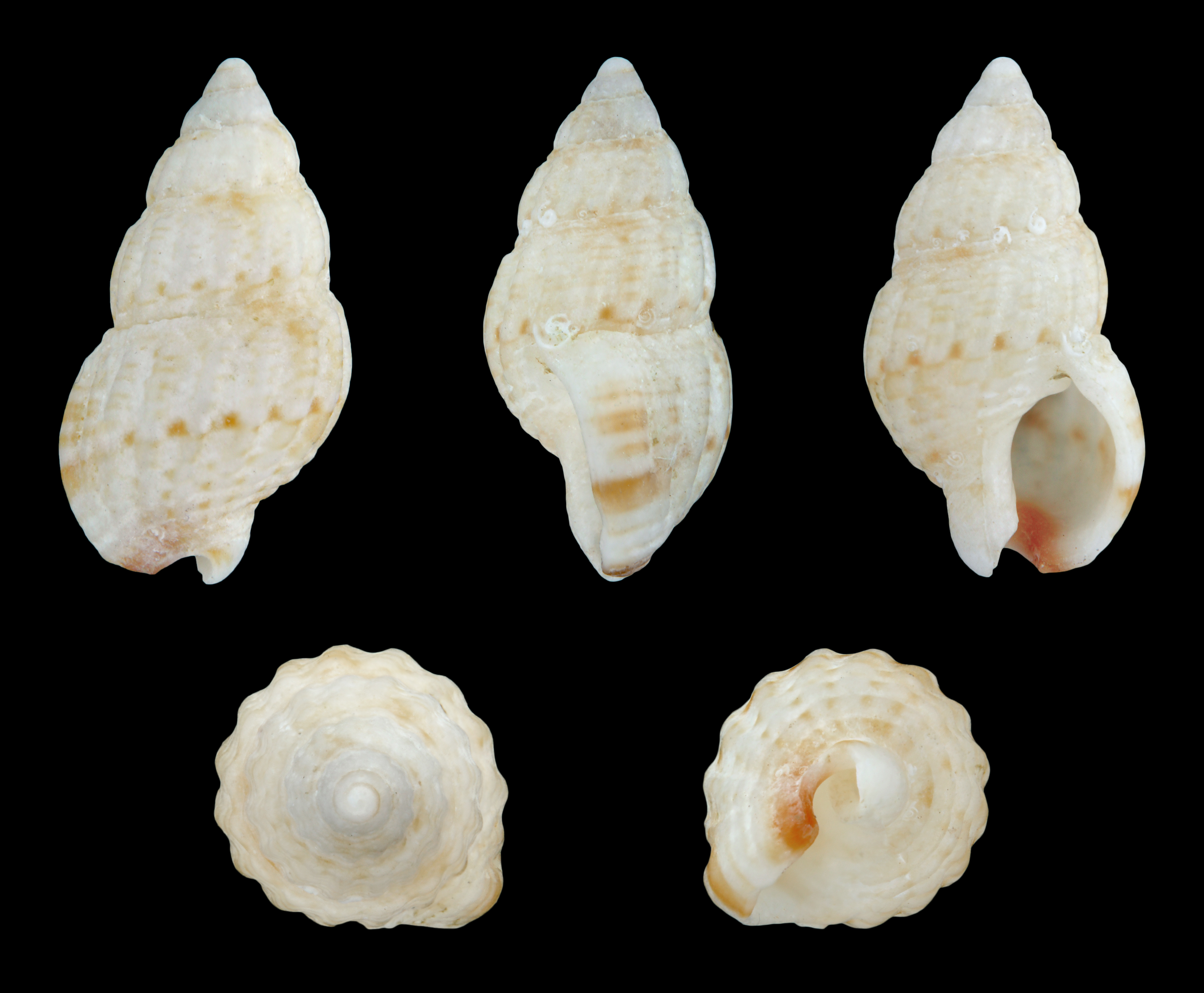
Nassarius (Hima) kochianus
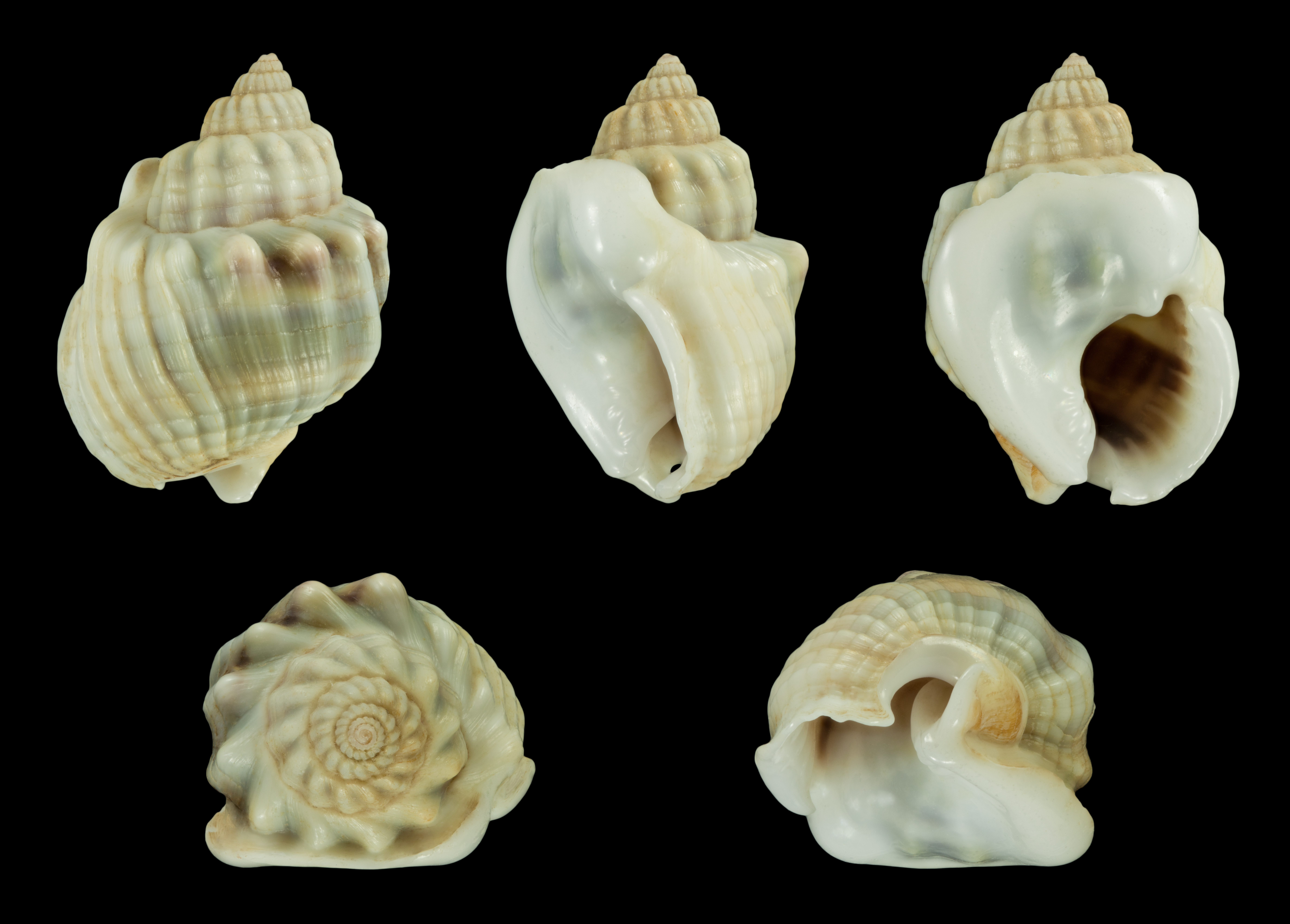
Nassarius (Nassarius) arcularia
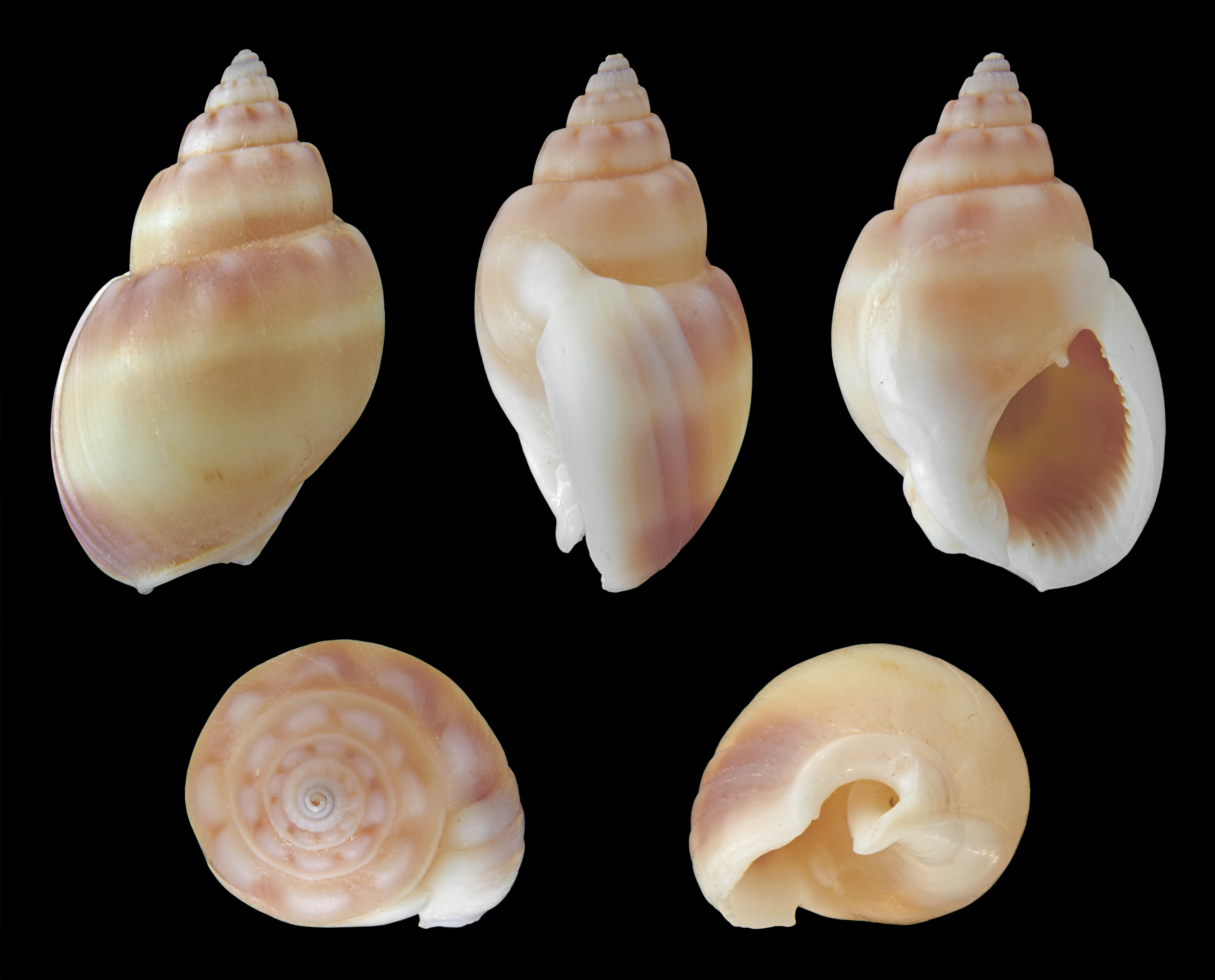
Nassarius (Nassarius) coronatus
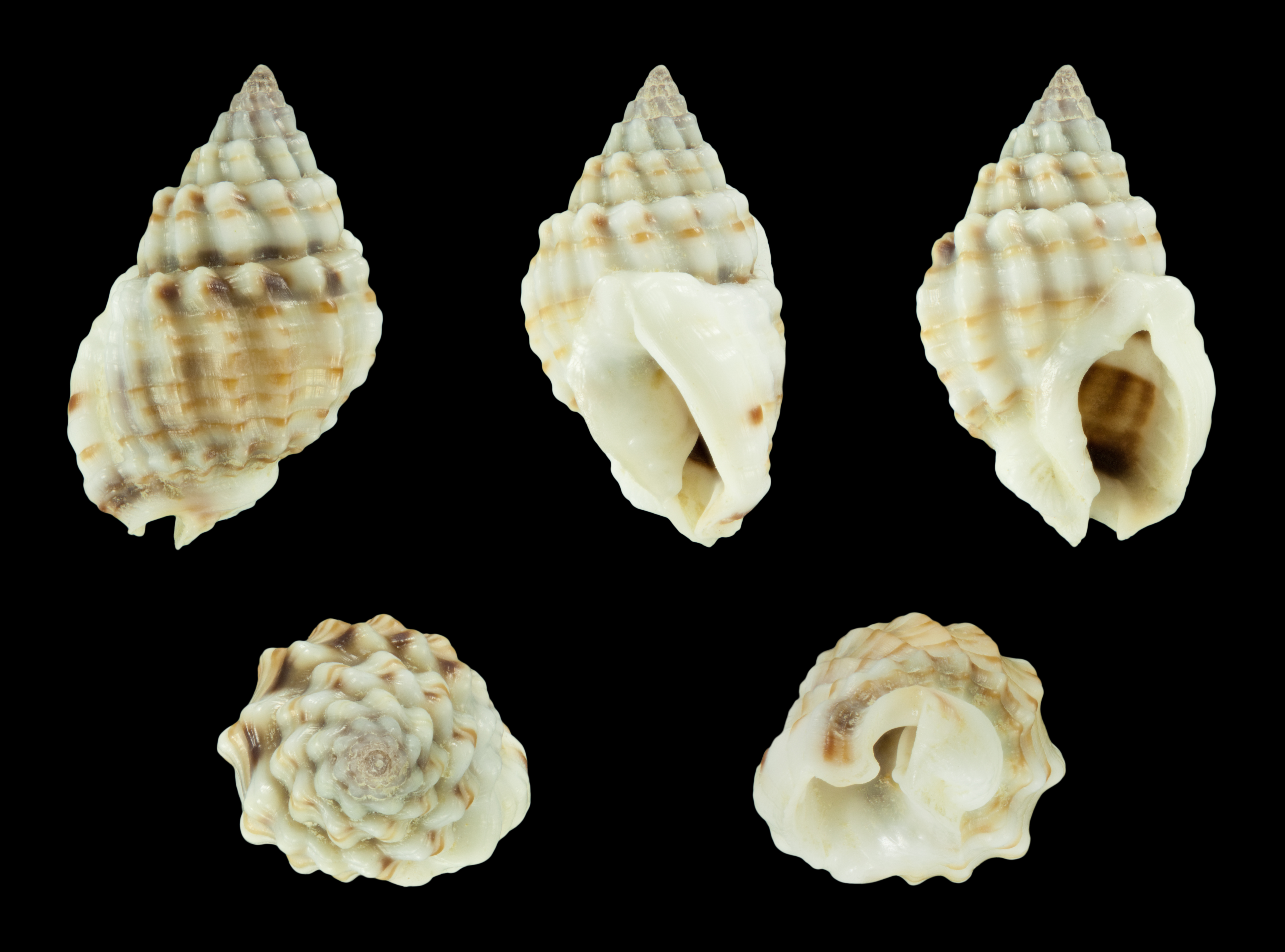
Nassarius (Nassarius) crenoliratus
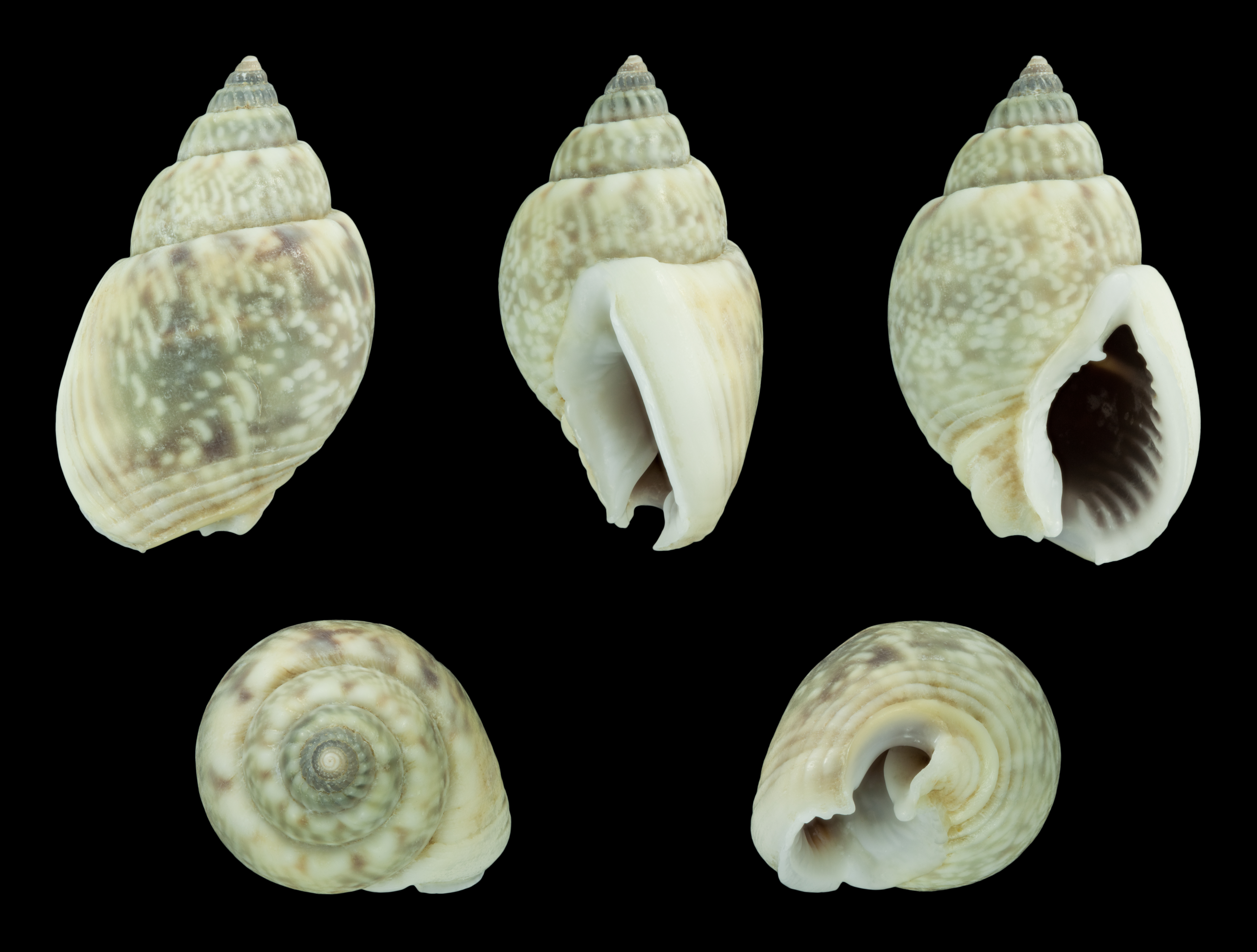
Nassarius (Nassarius) graphiterus
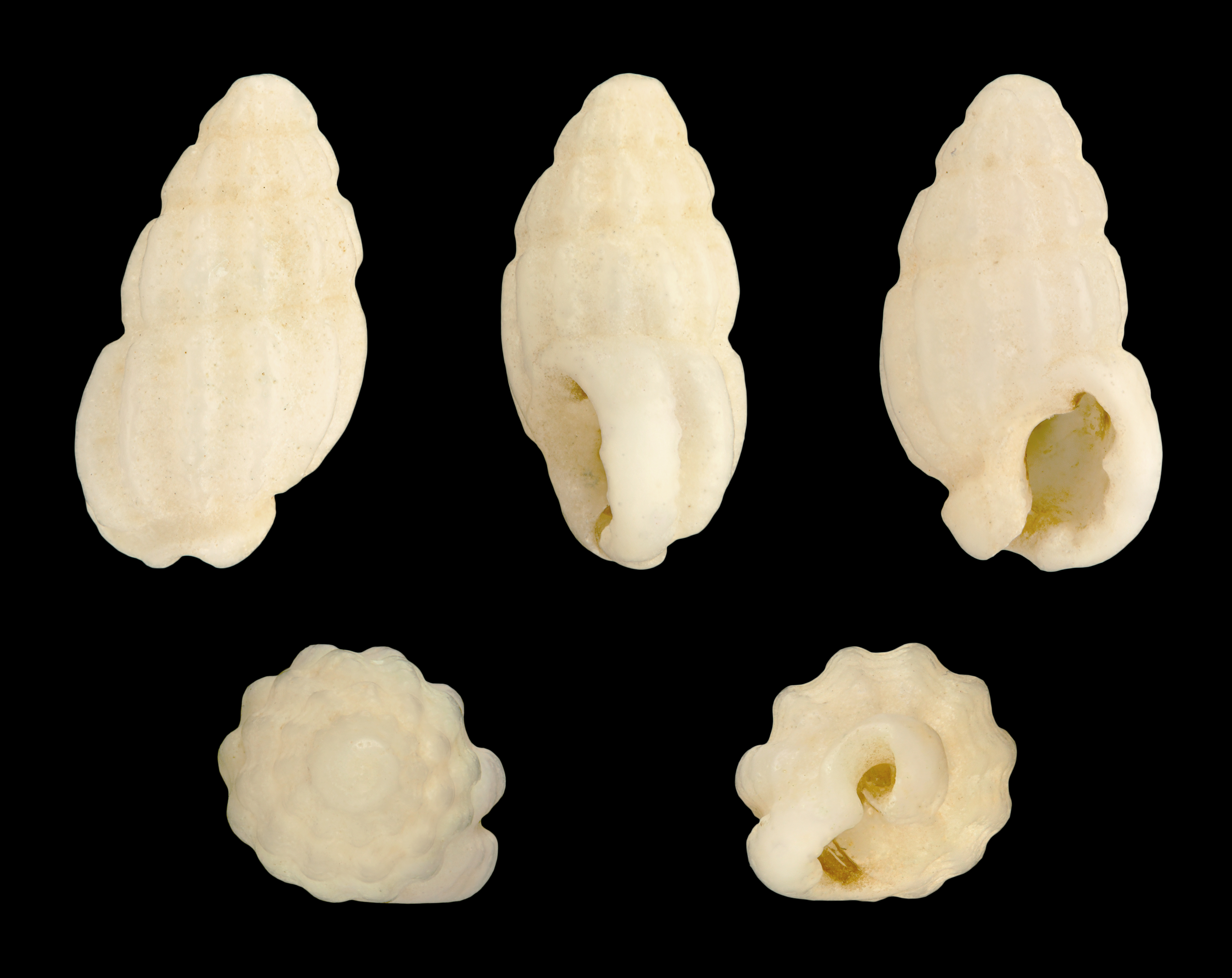
Nassarius (Nassarius) gregarius
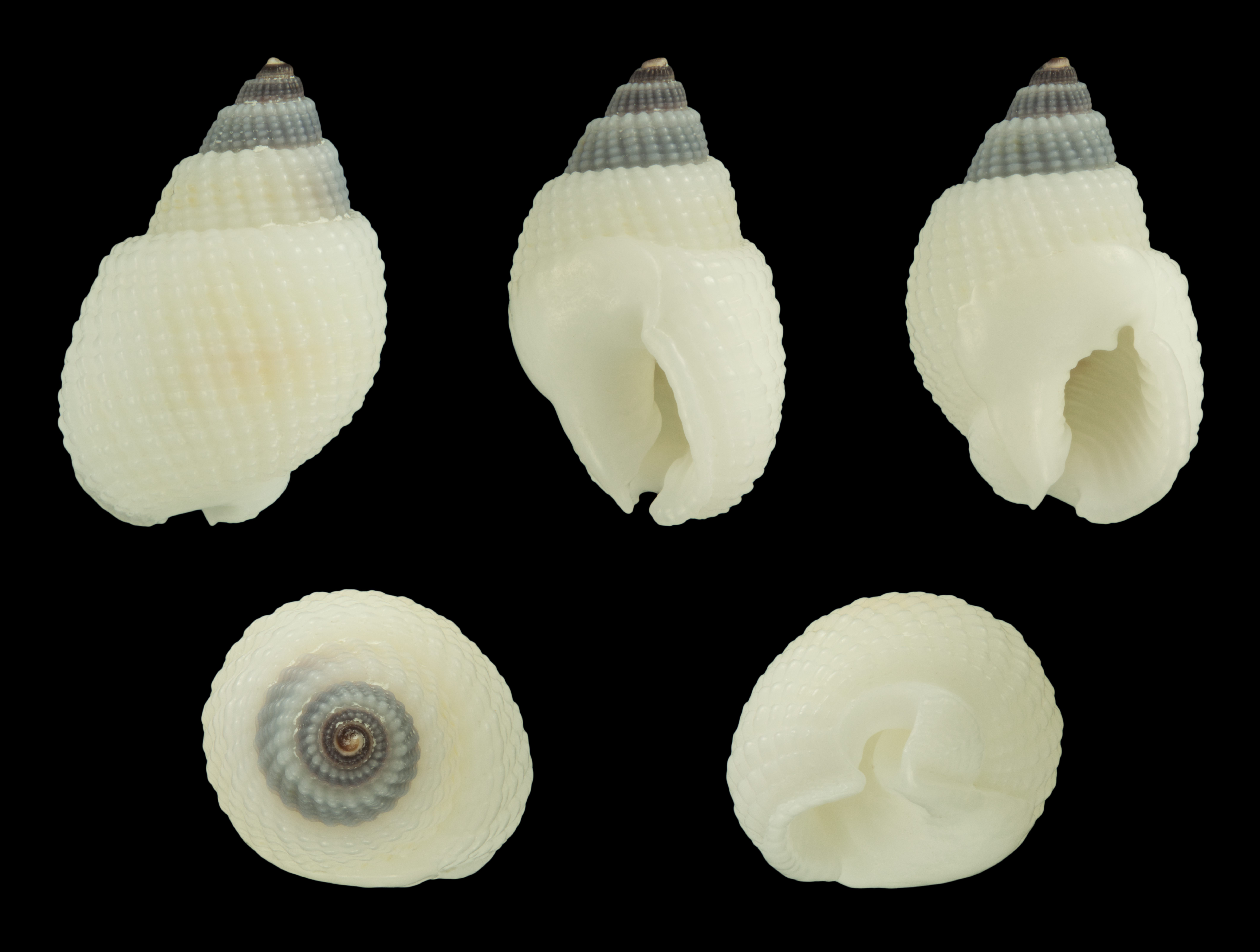
Nassarius (Niotha) albescens albescens
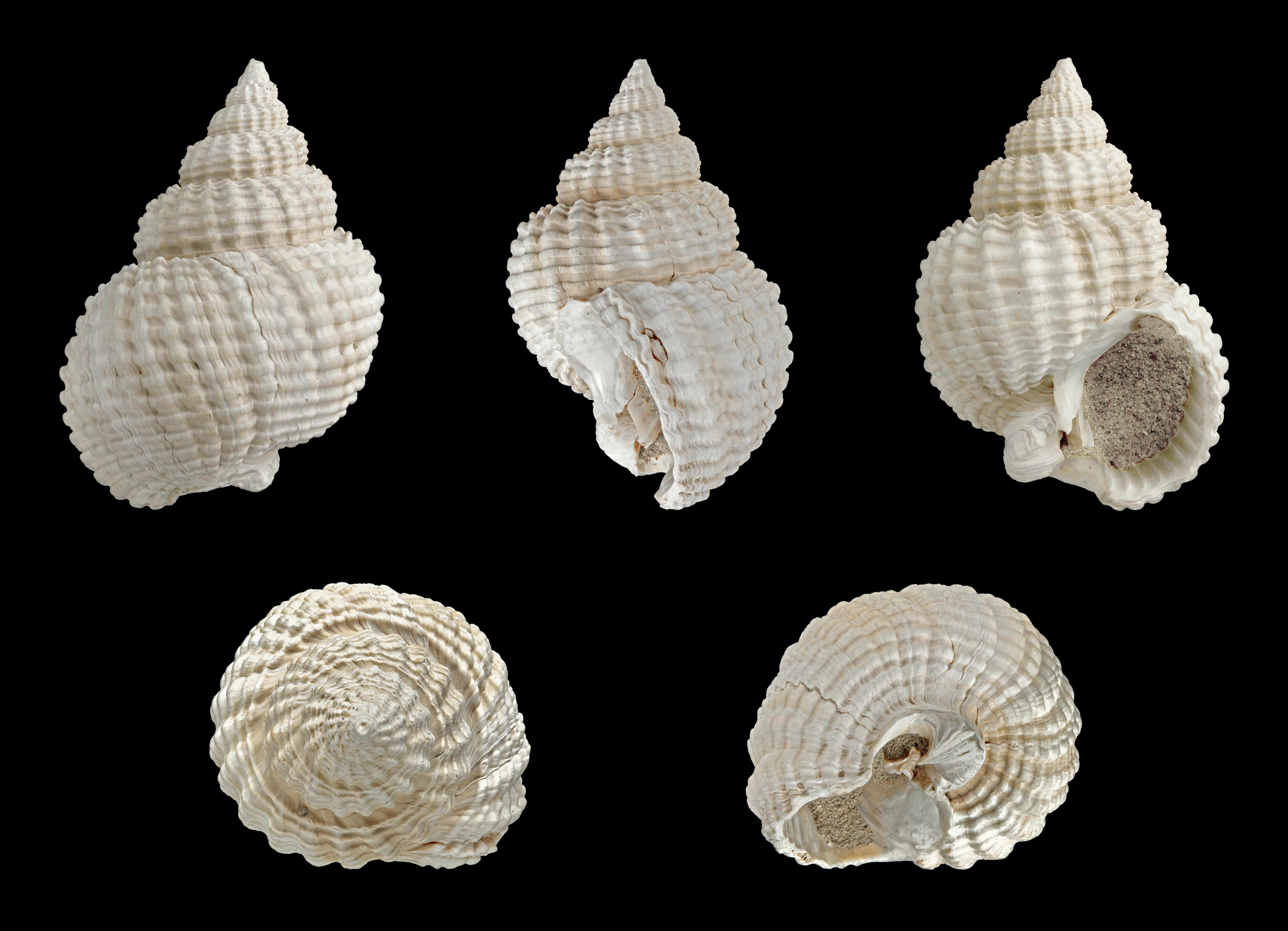
Nassarius (Niotha) conoidalis (fossil)
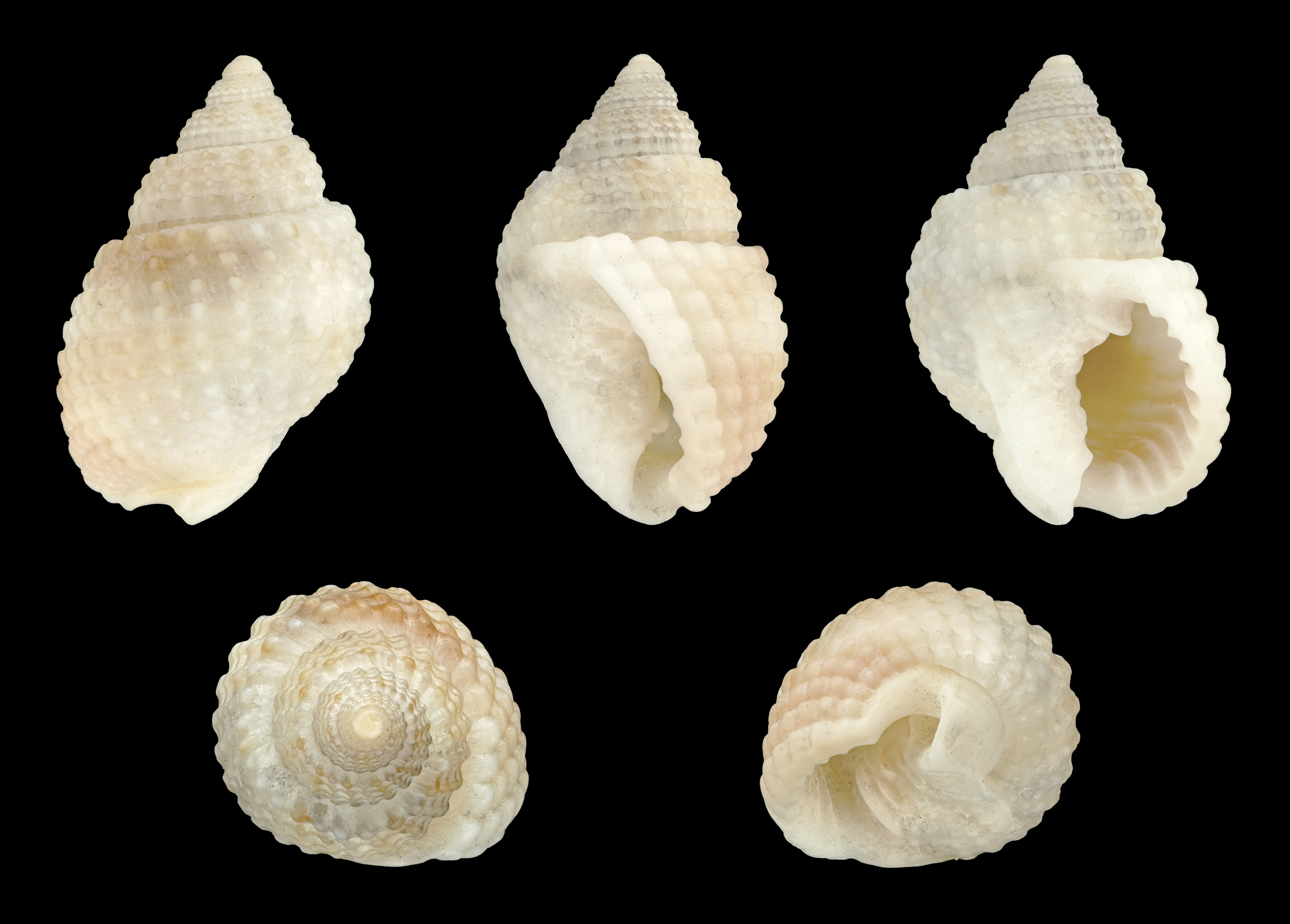
Nassarius (Niotha) conoidalis conoidalis
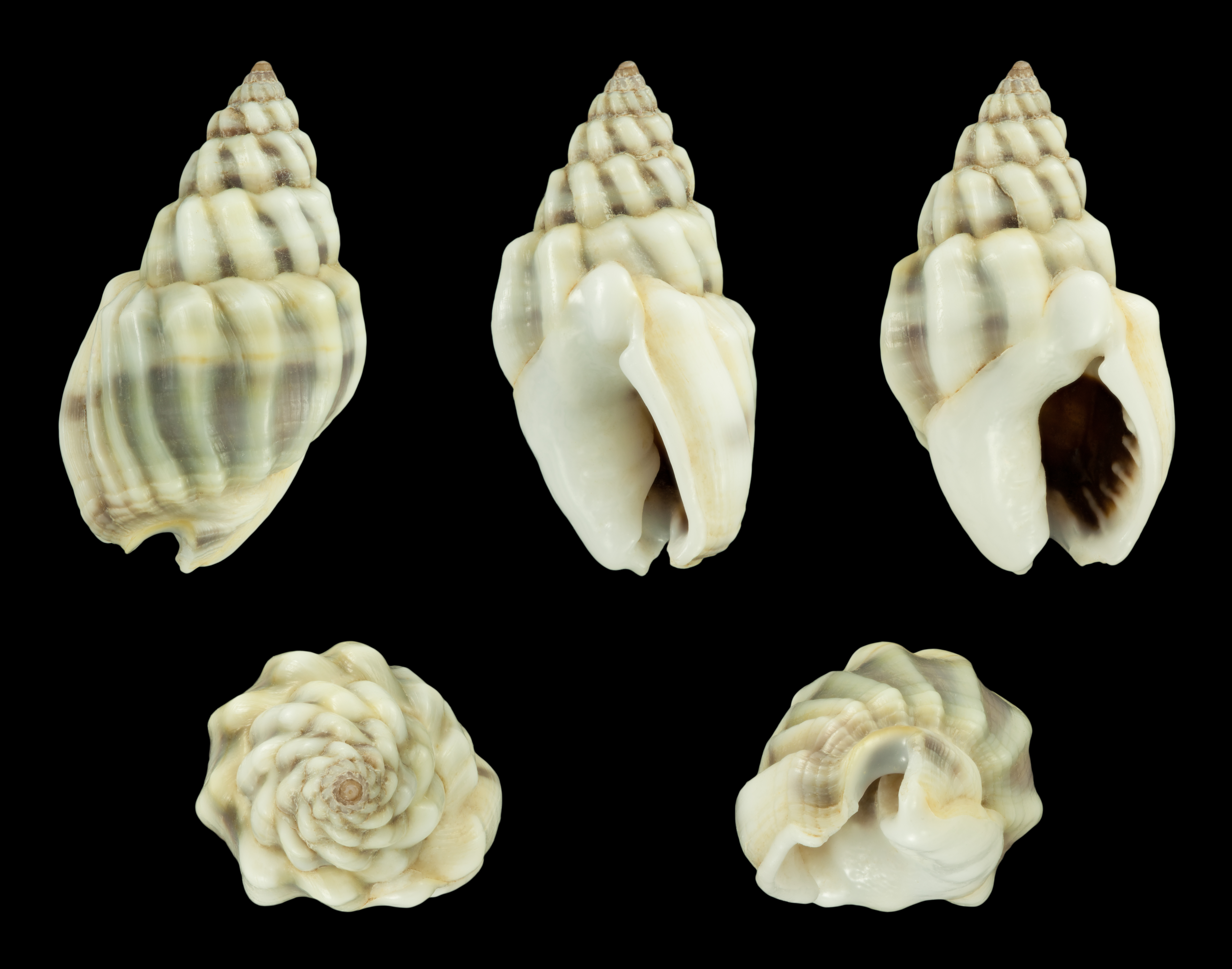
Nassarius (Niotha) coronulus
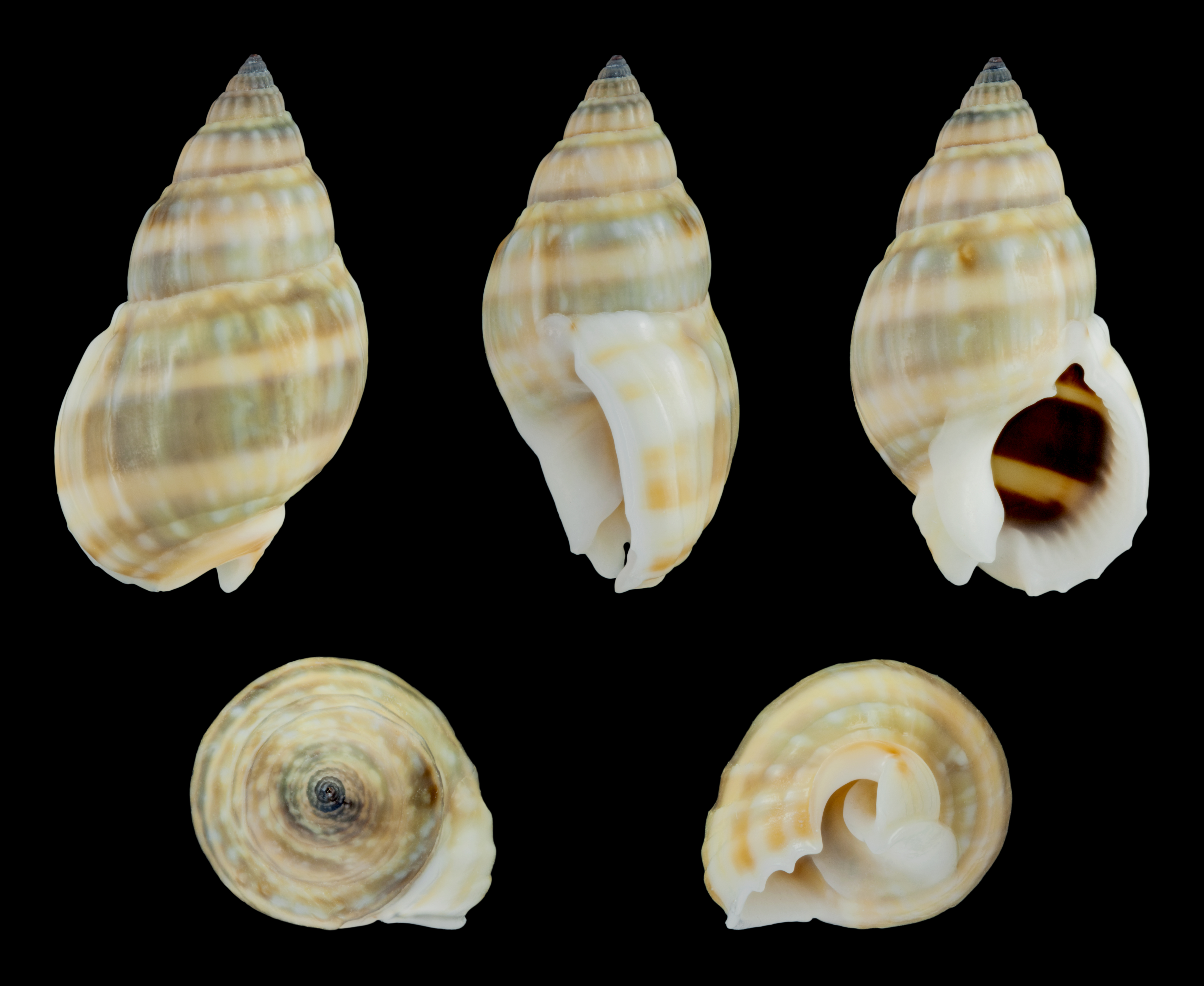
Nassarius (Niotha) distortus (Smooth form)
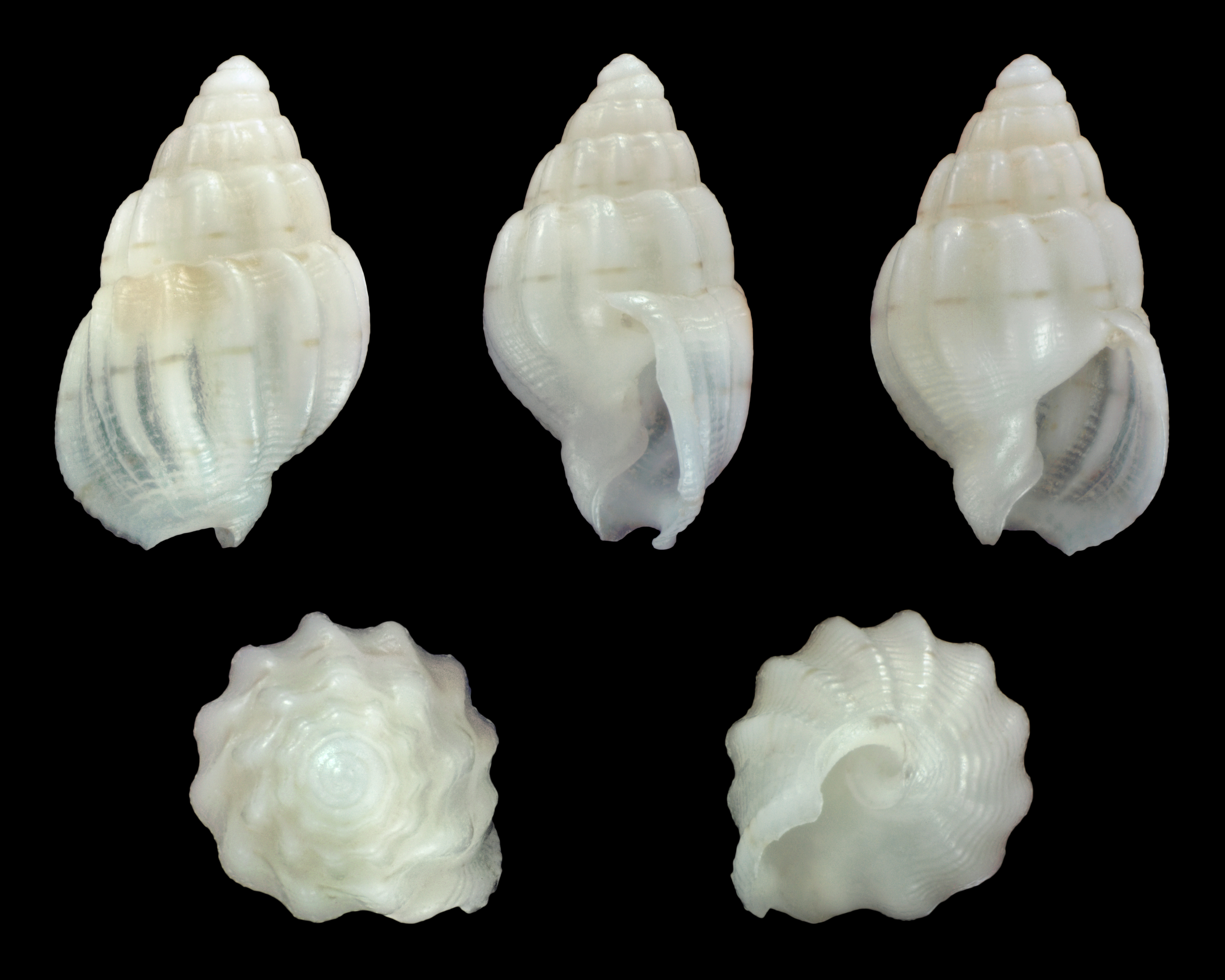
Nassarius (Niotha) ecstilbus
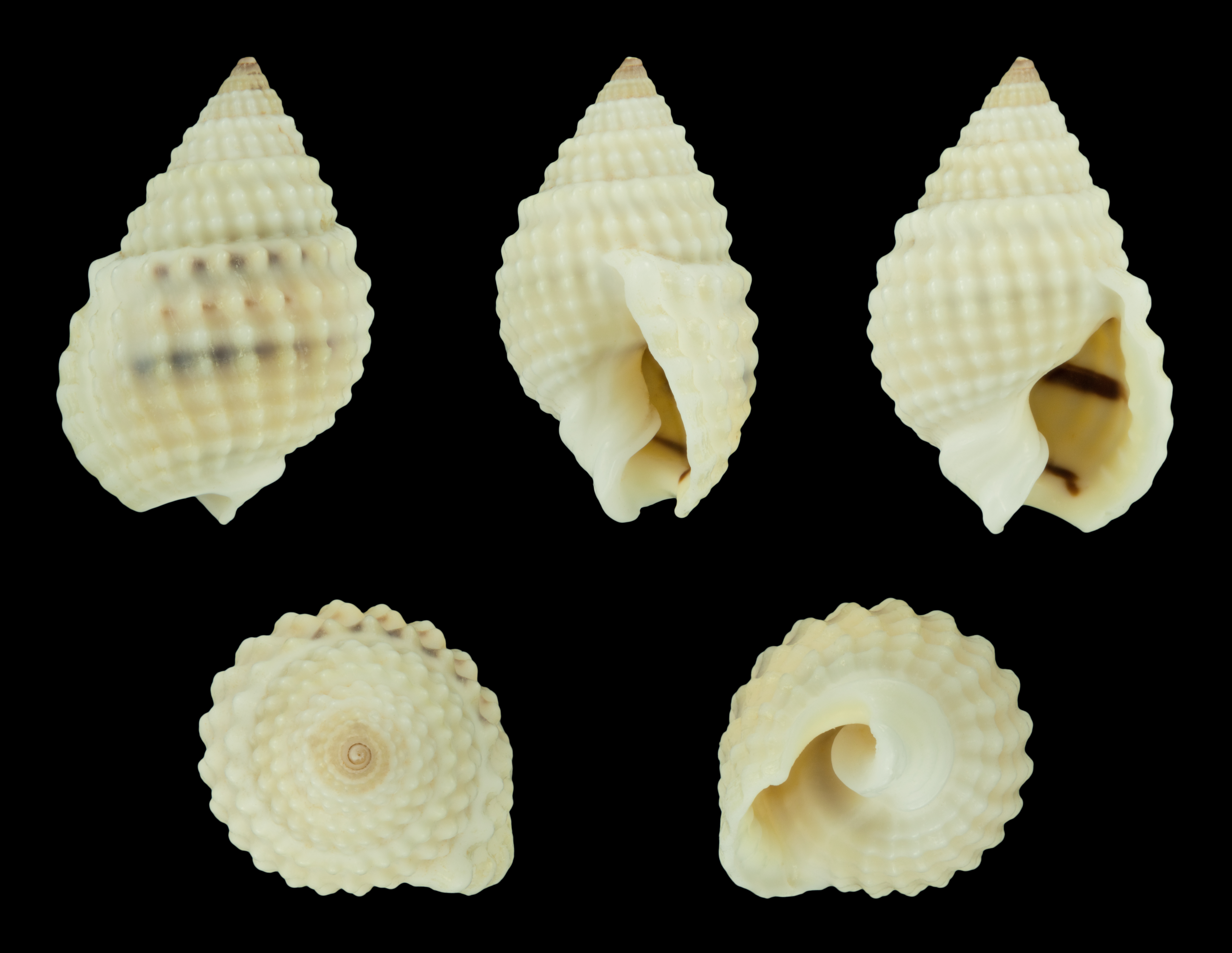
Nassarius (Niotha) gruneri
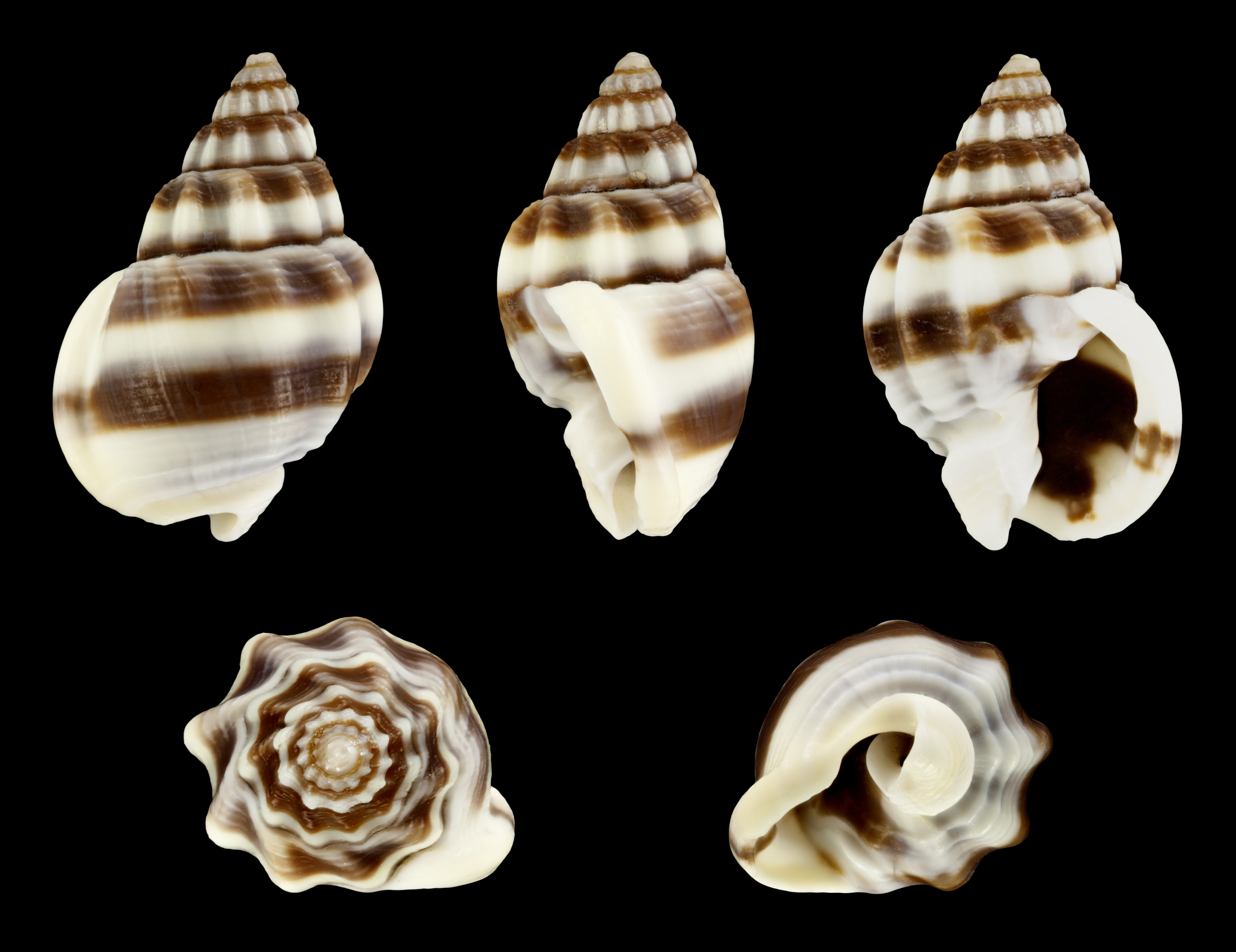
Nassarius (Niotha) jacksonianus
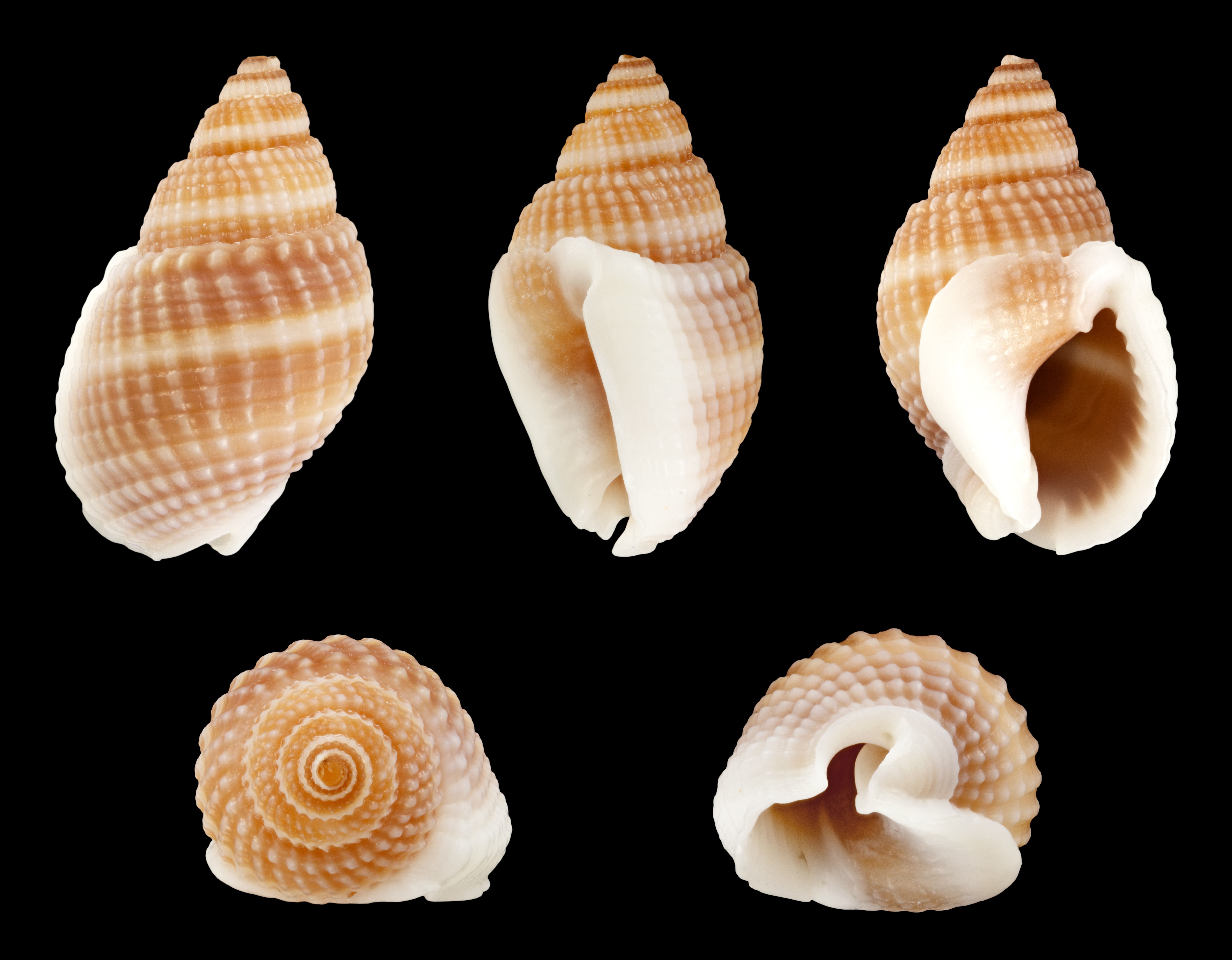
Nassarius (Niotha) livescens
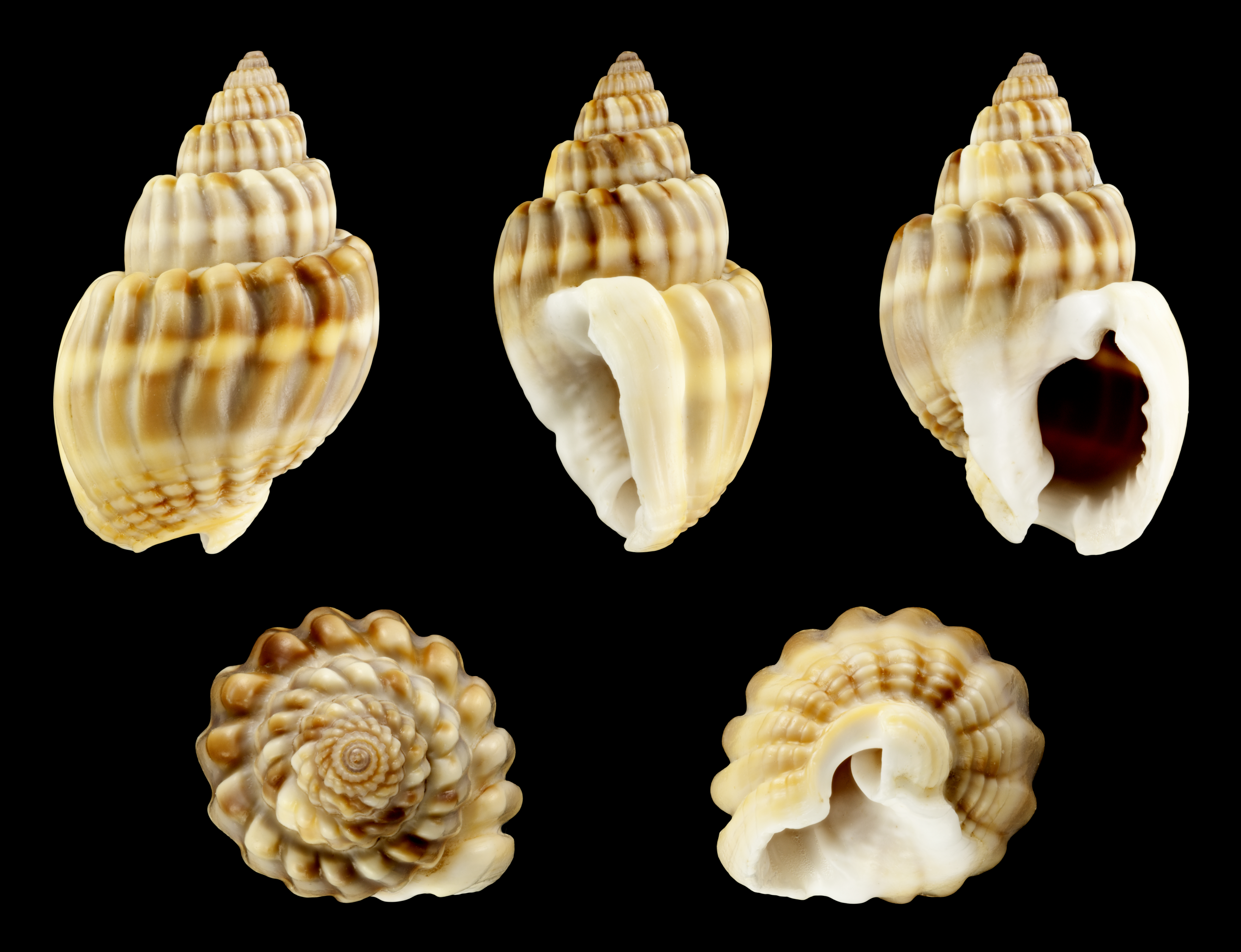
Nassarius (Niotha) nodiferus
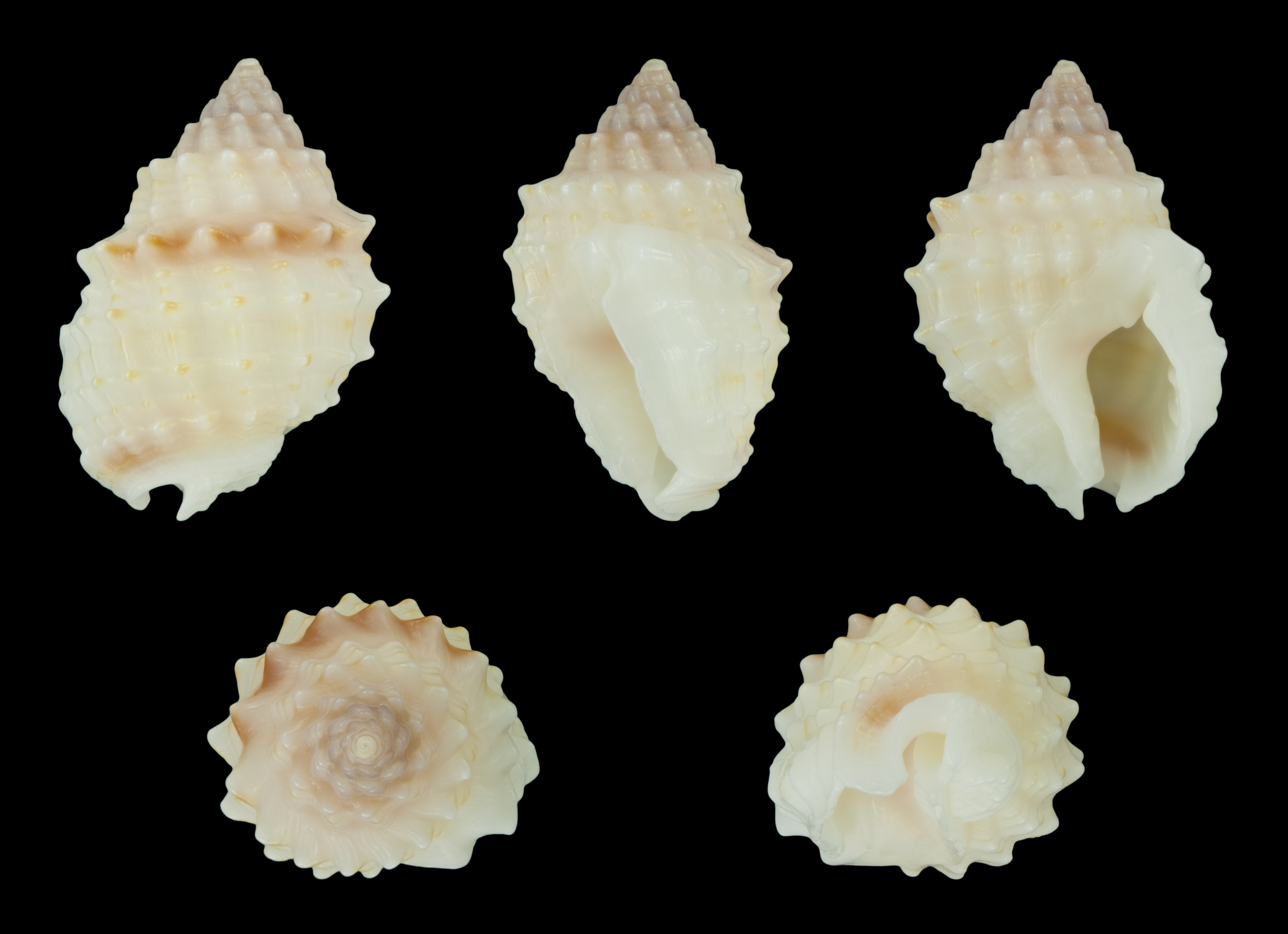
Nassarius (Niotha) quadrasi
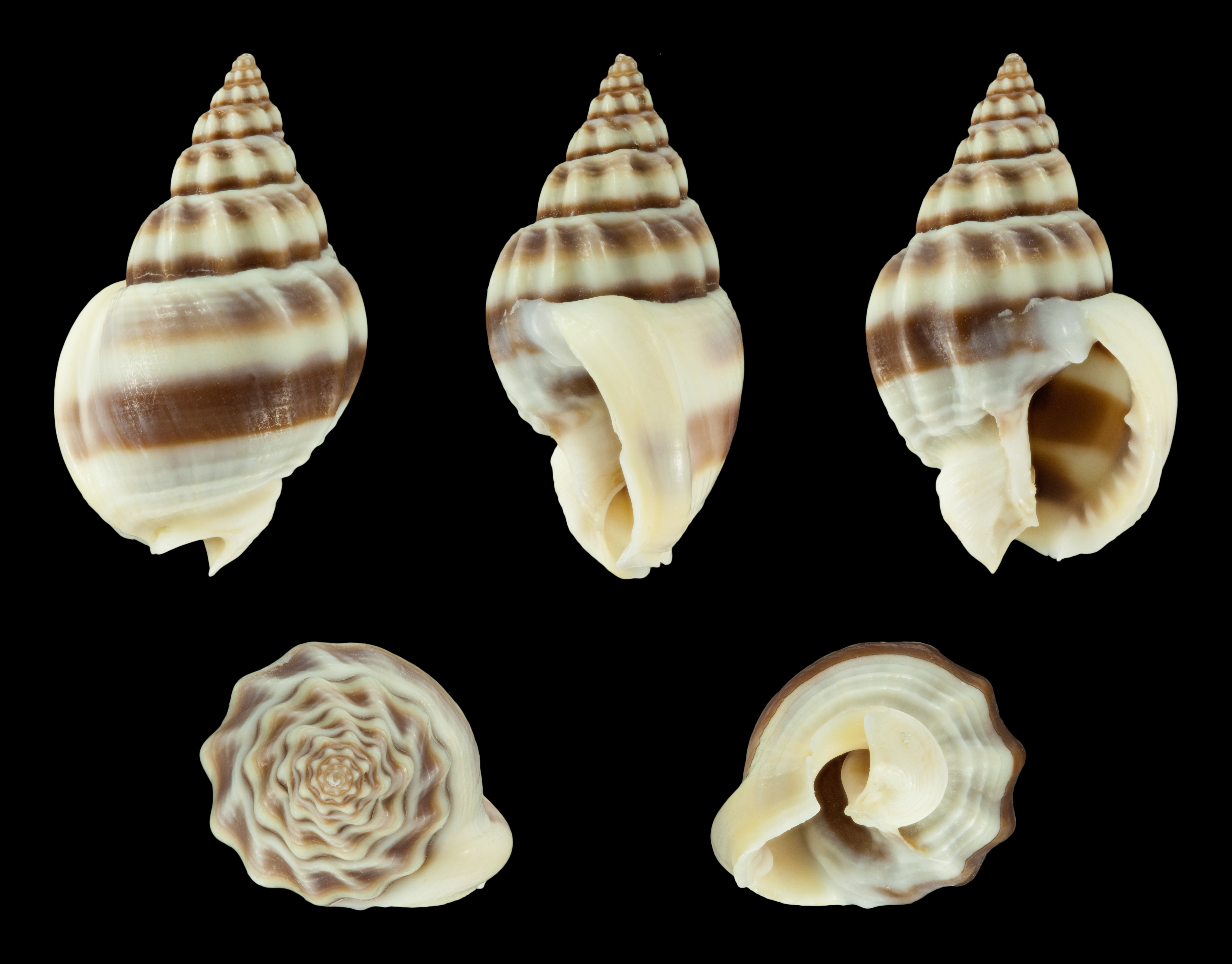
Nassarius (Niotha) stolatus
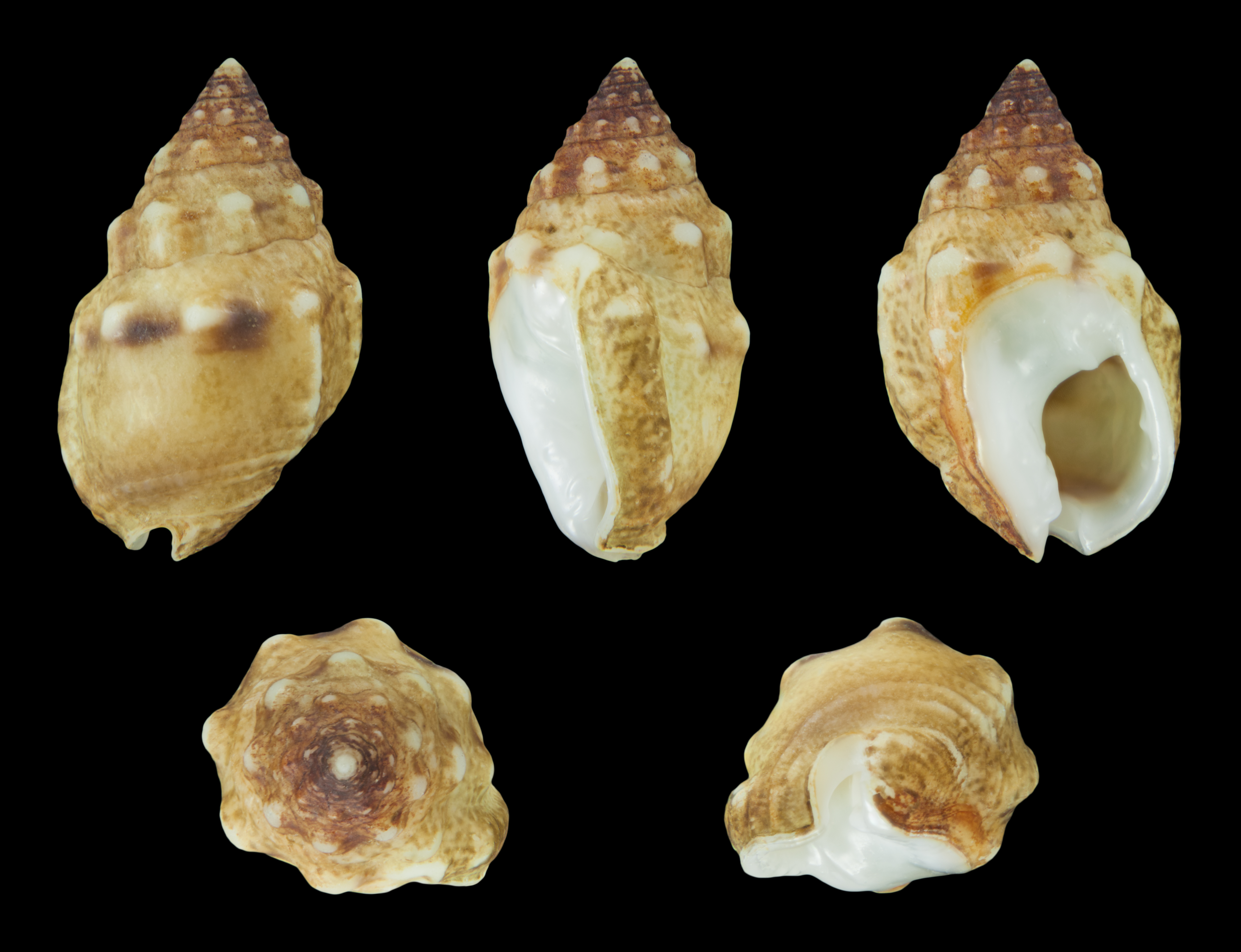
Nassarius (Niotha) tiarula
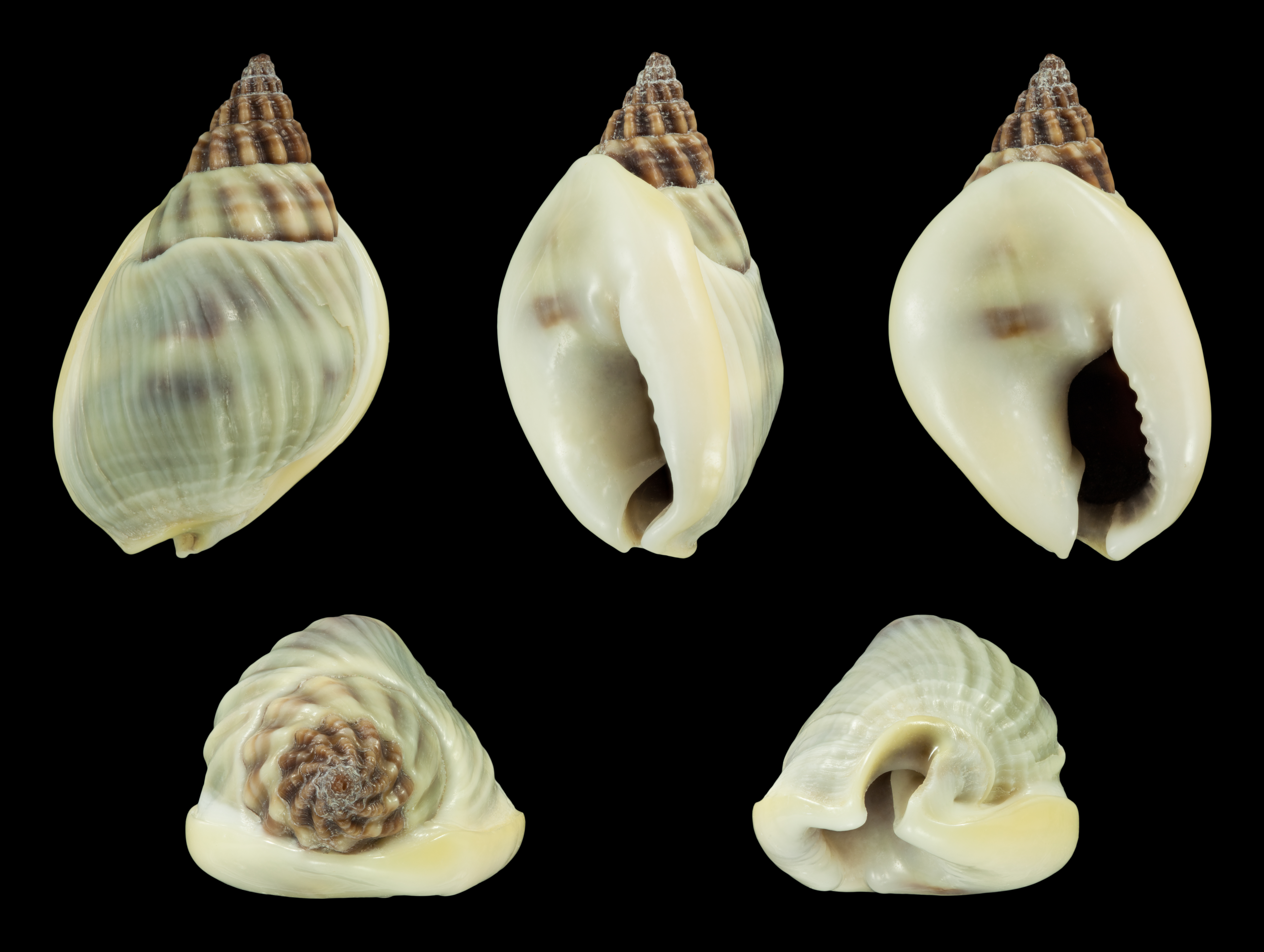
Nassarius (Plicarcularia) bellulus
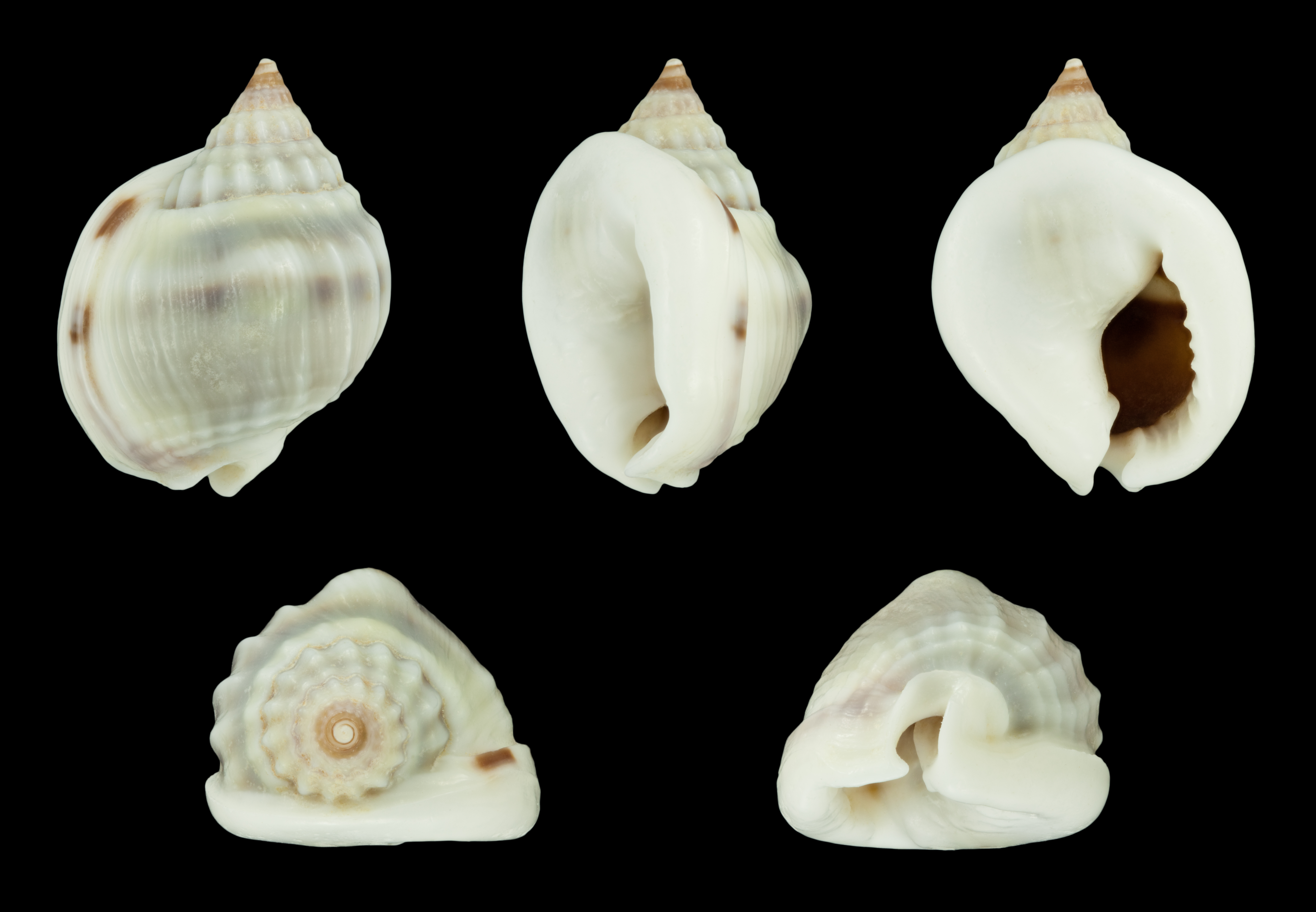
Nassarius (Plicarcularia) bimaculosus
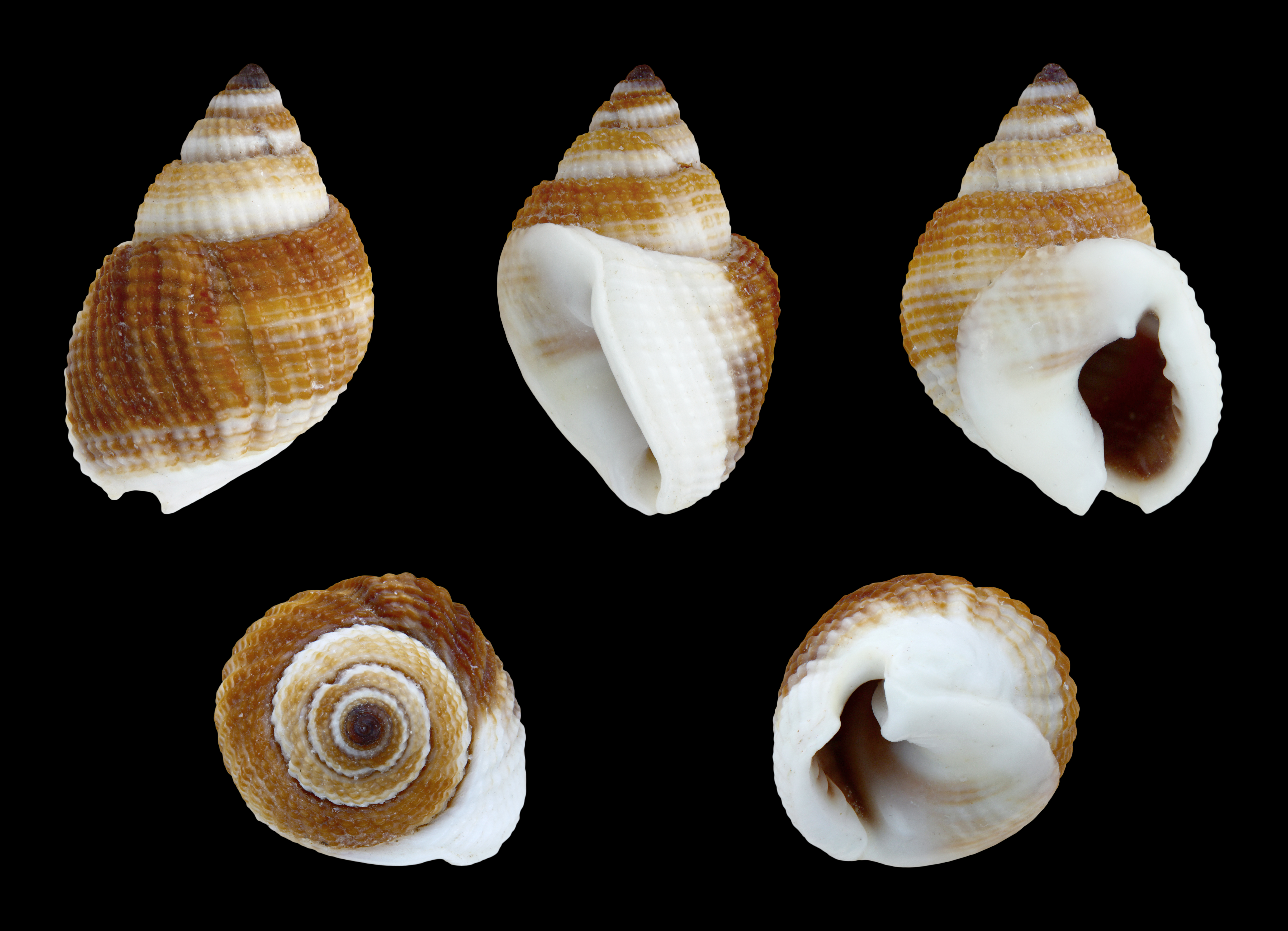
Nassarius (Plicarcularia) elegantissimus
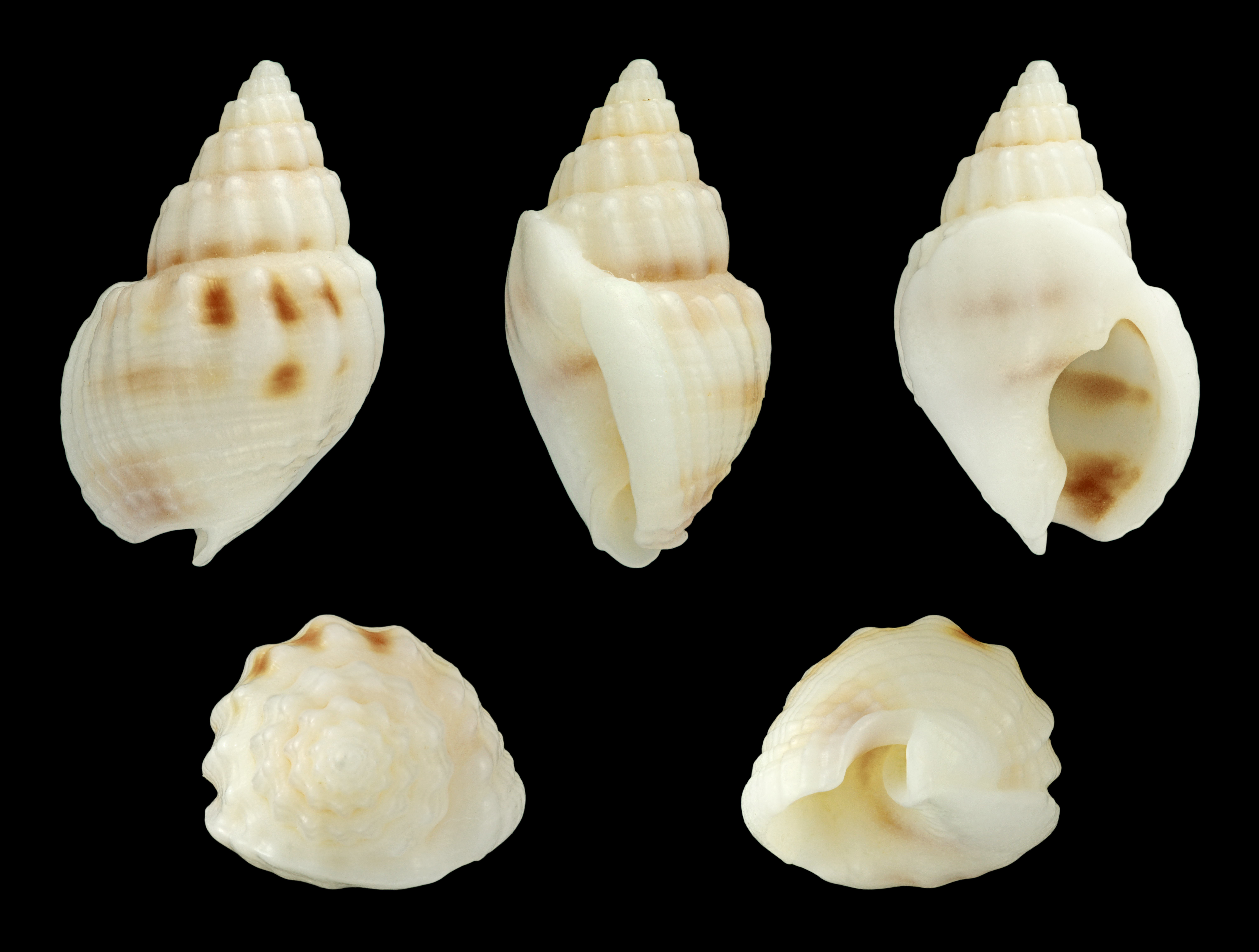
Nassarius (Plicarcularia) fissilabris
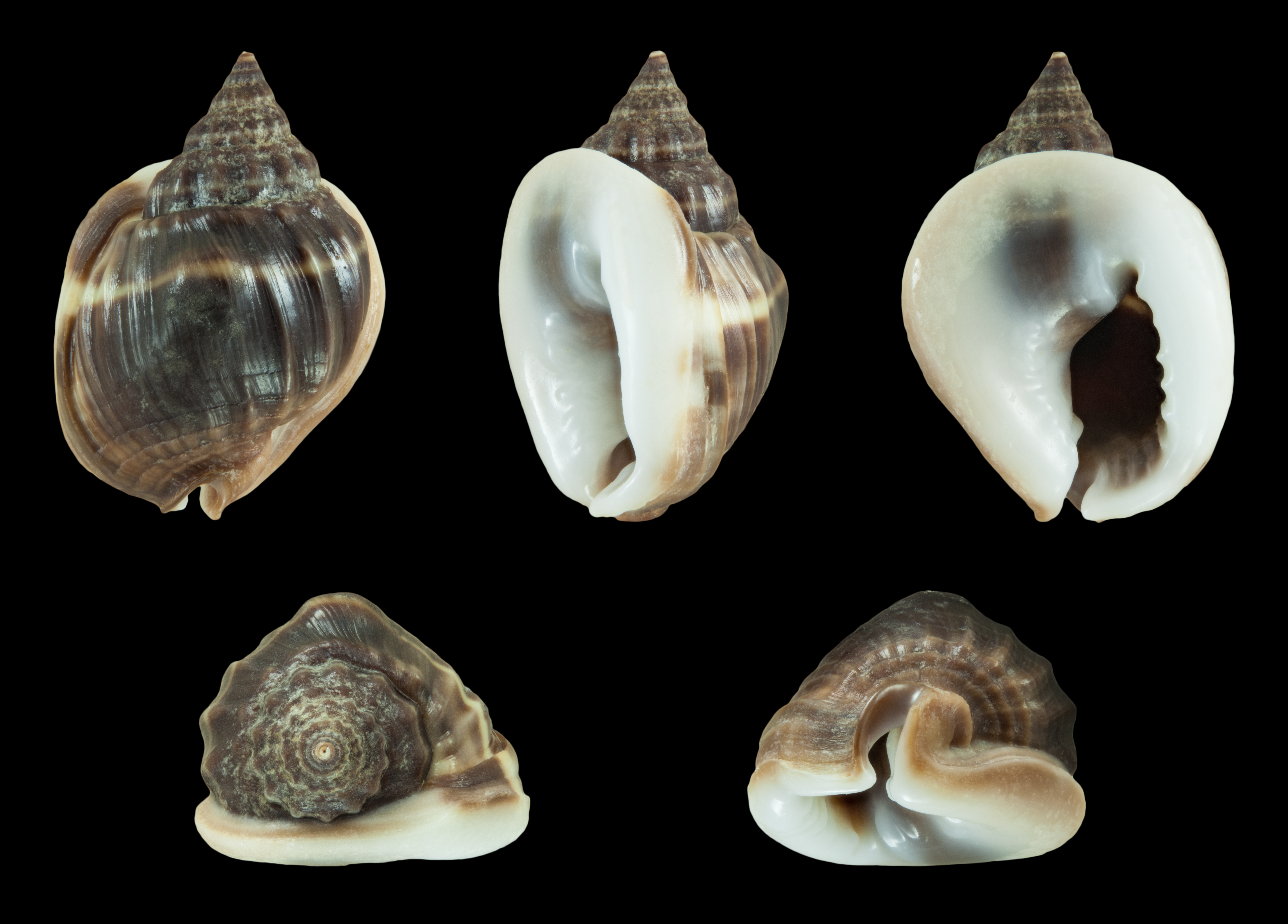
Nassarius (Plicarcularia) pullus
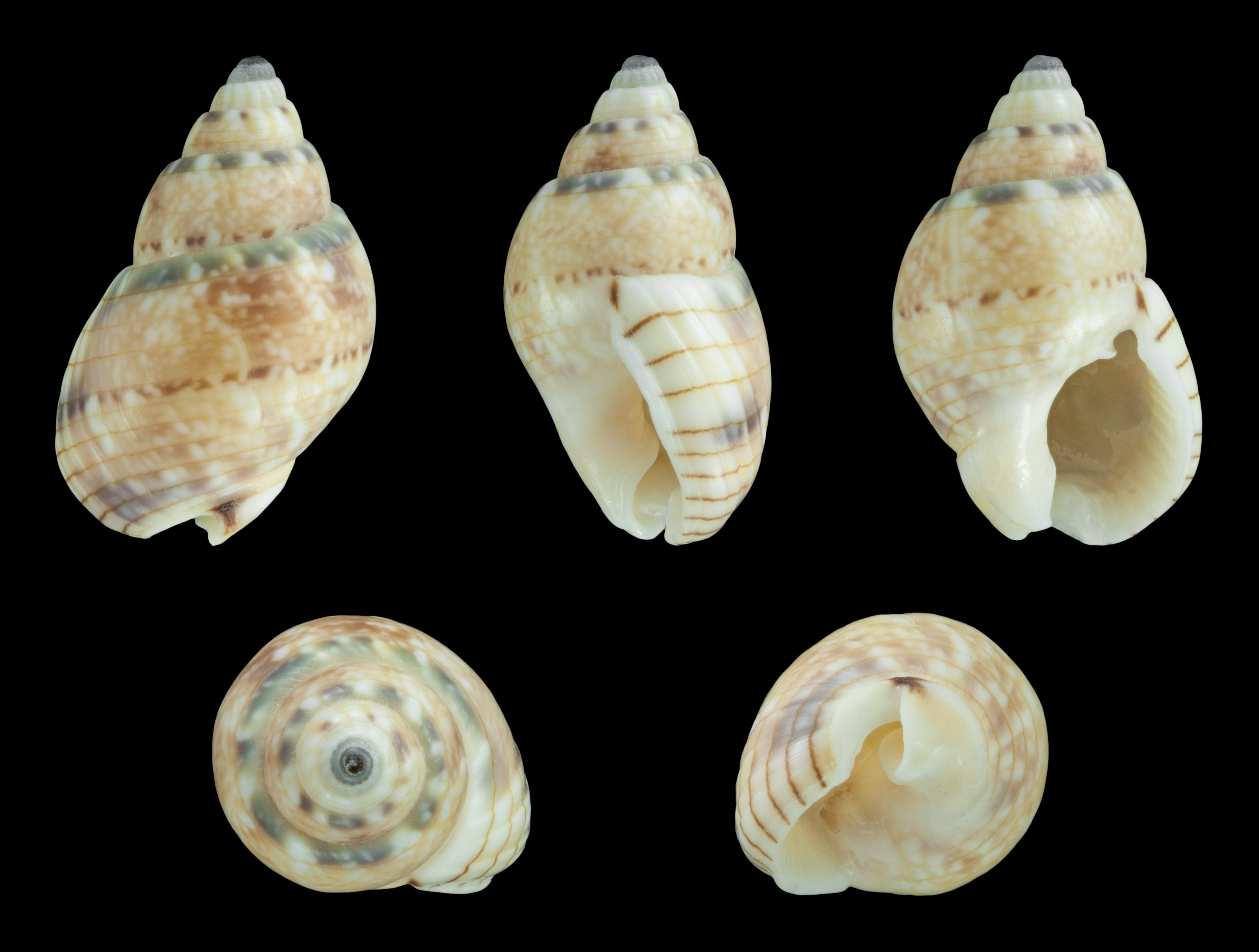
Nassarius (Telasco) limnaeiformis
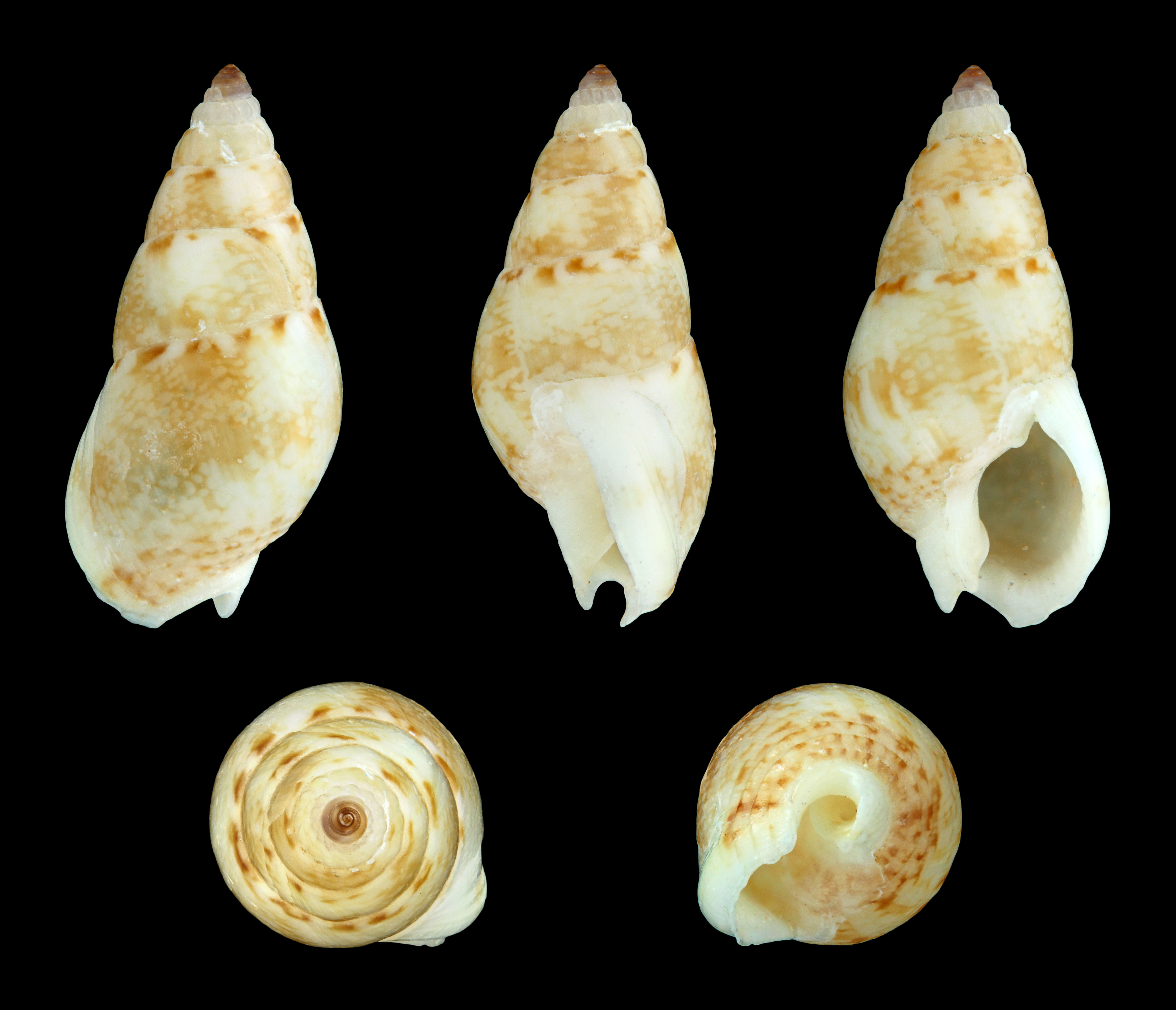
Nassarius (Telasco) multipunctatus
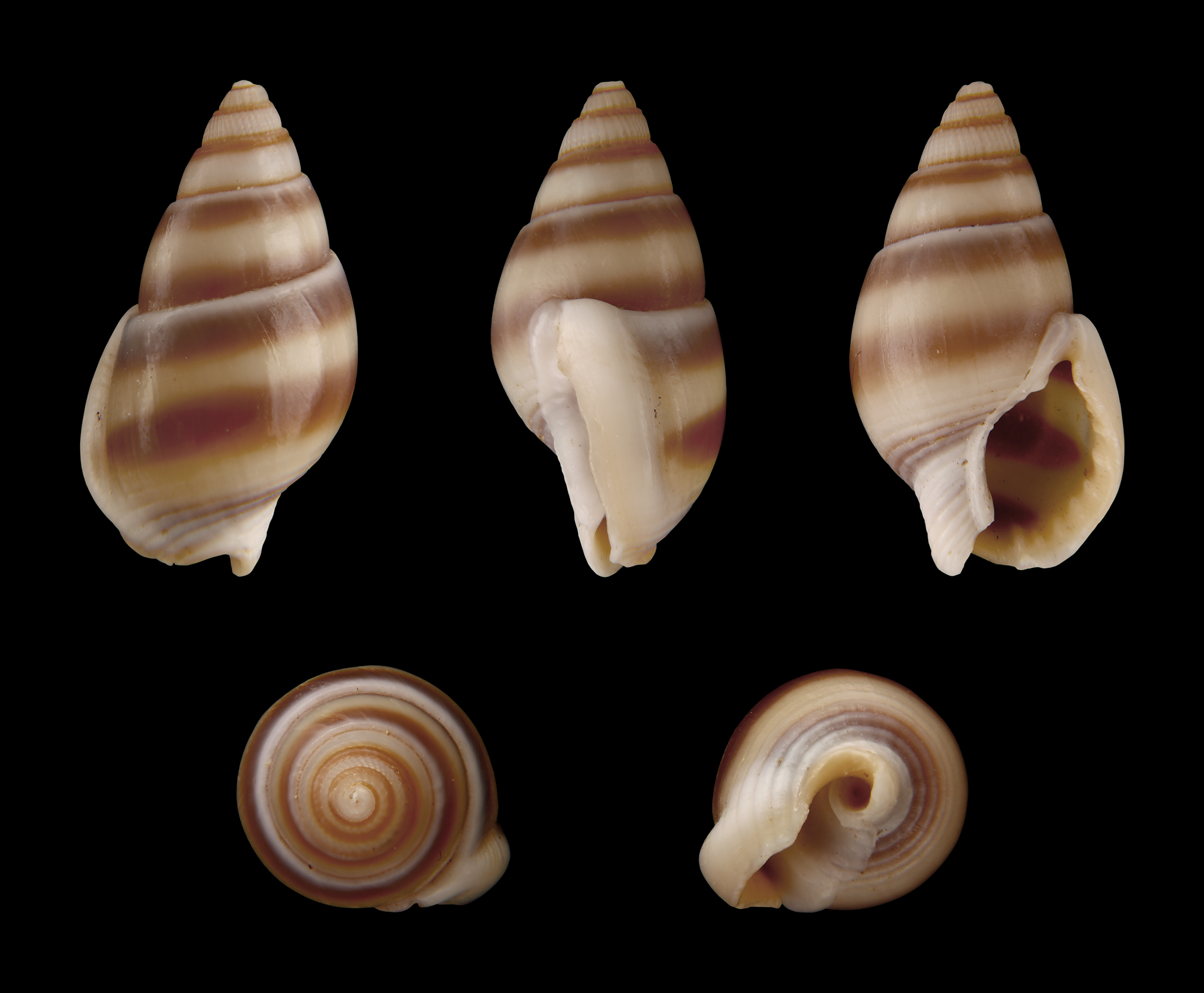
Nassarius (Telasco) reeveanus f. zonalis
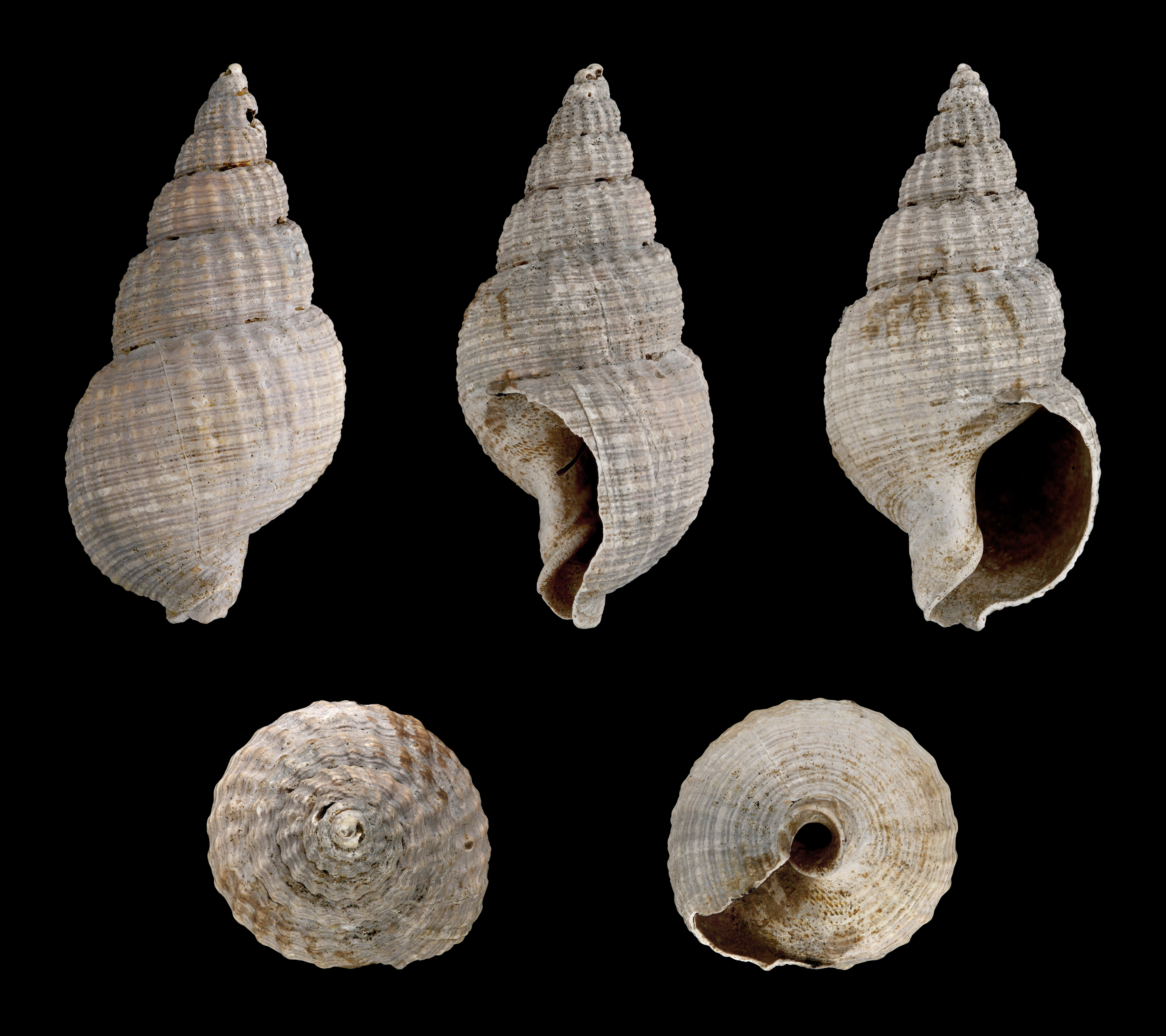
Nassarius (Uzita) reticosus
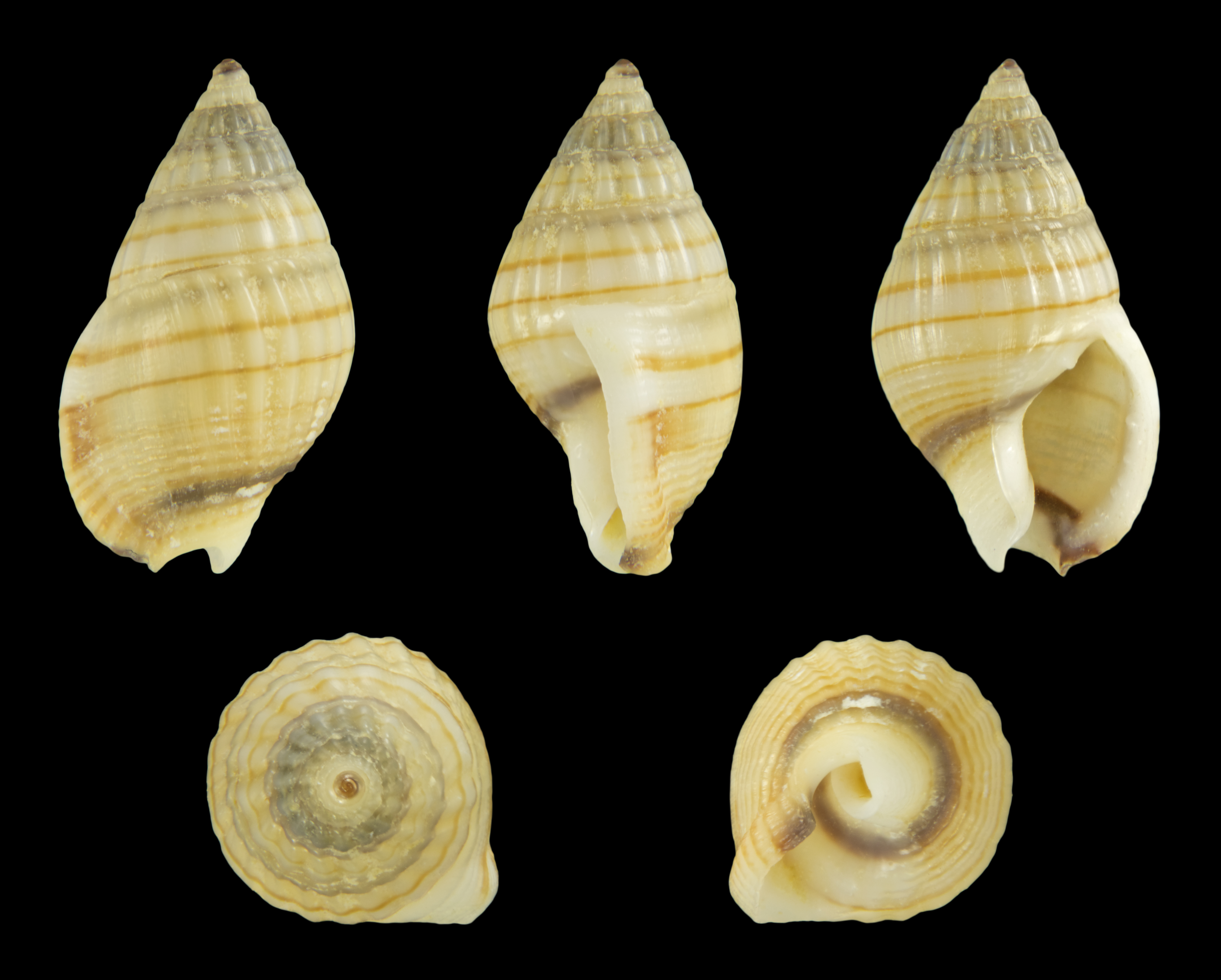
Nassarius (Zeuxis) celebensis
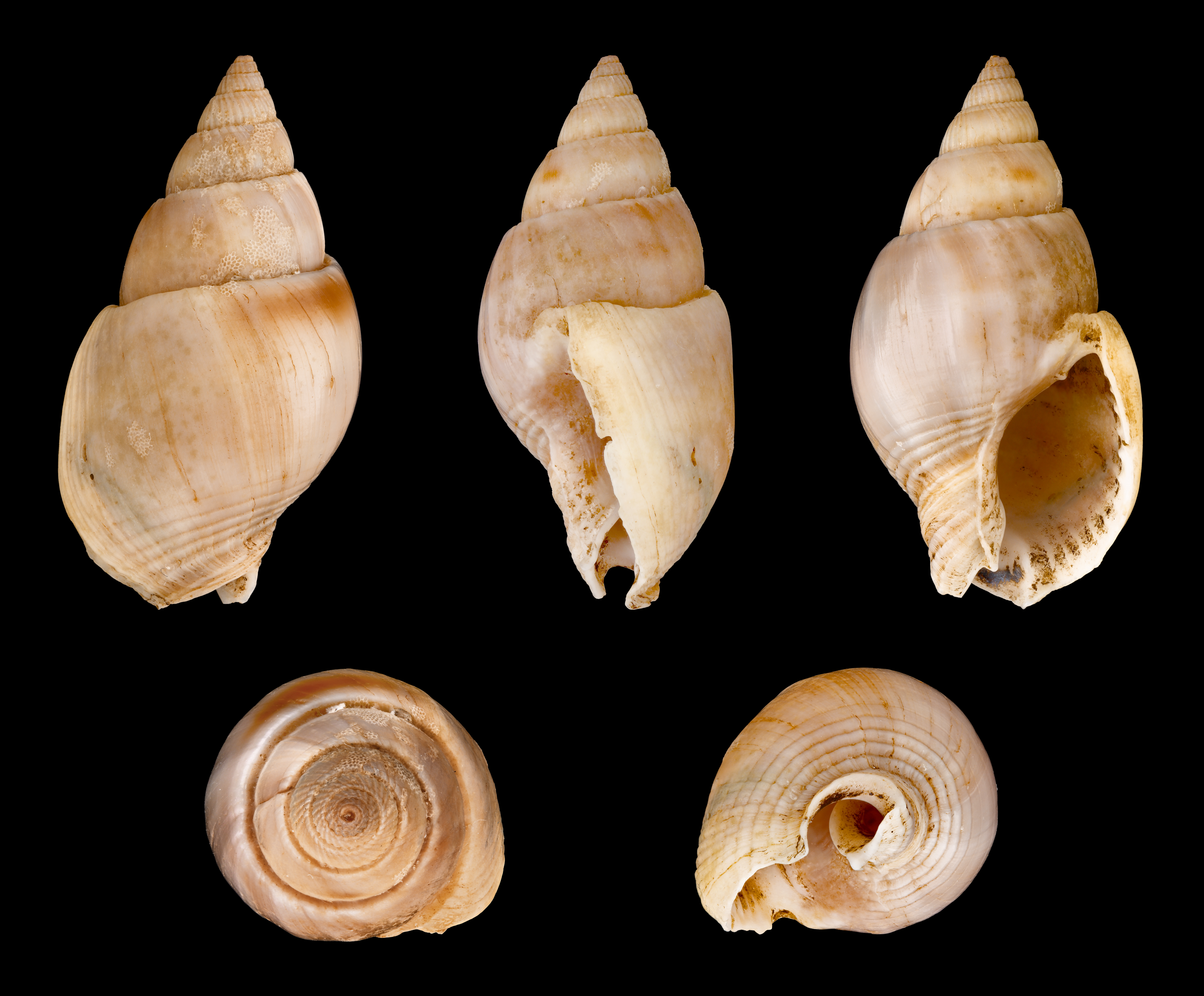
Nassarius (Zeuxis) dorsatus
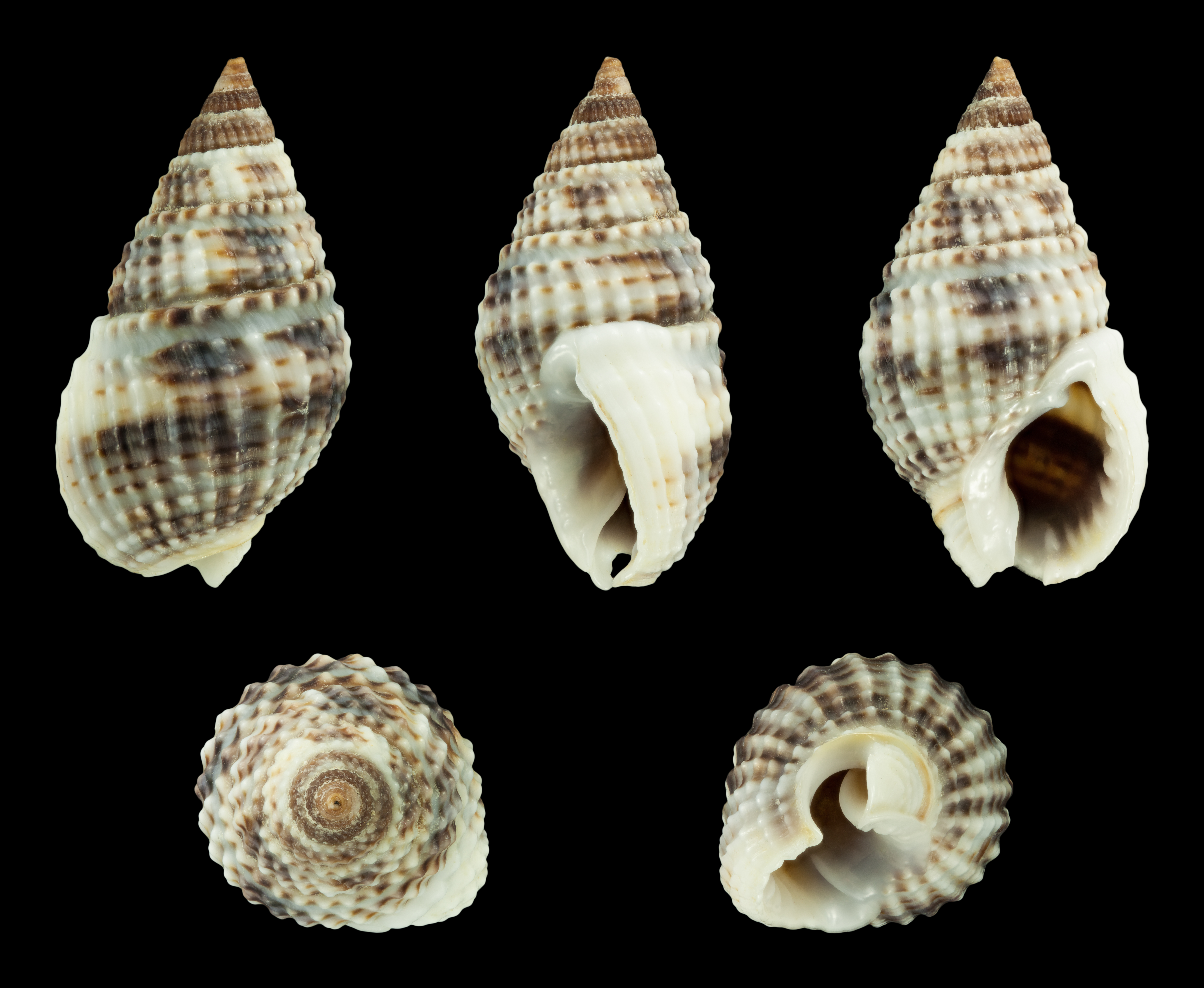
Nassarius (Zeuxis) margaritifer
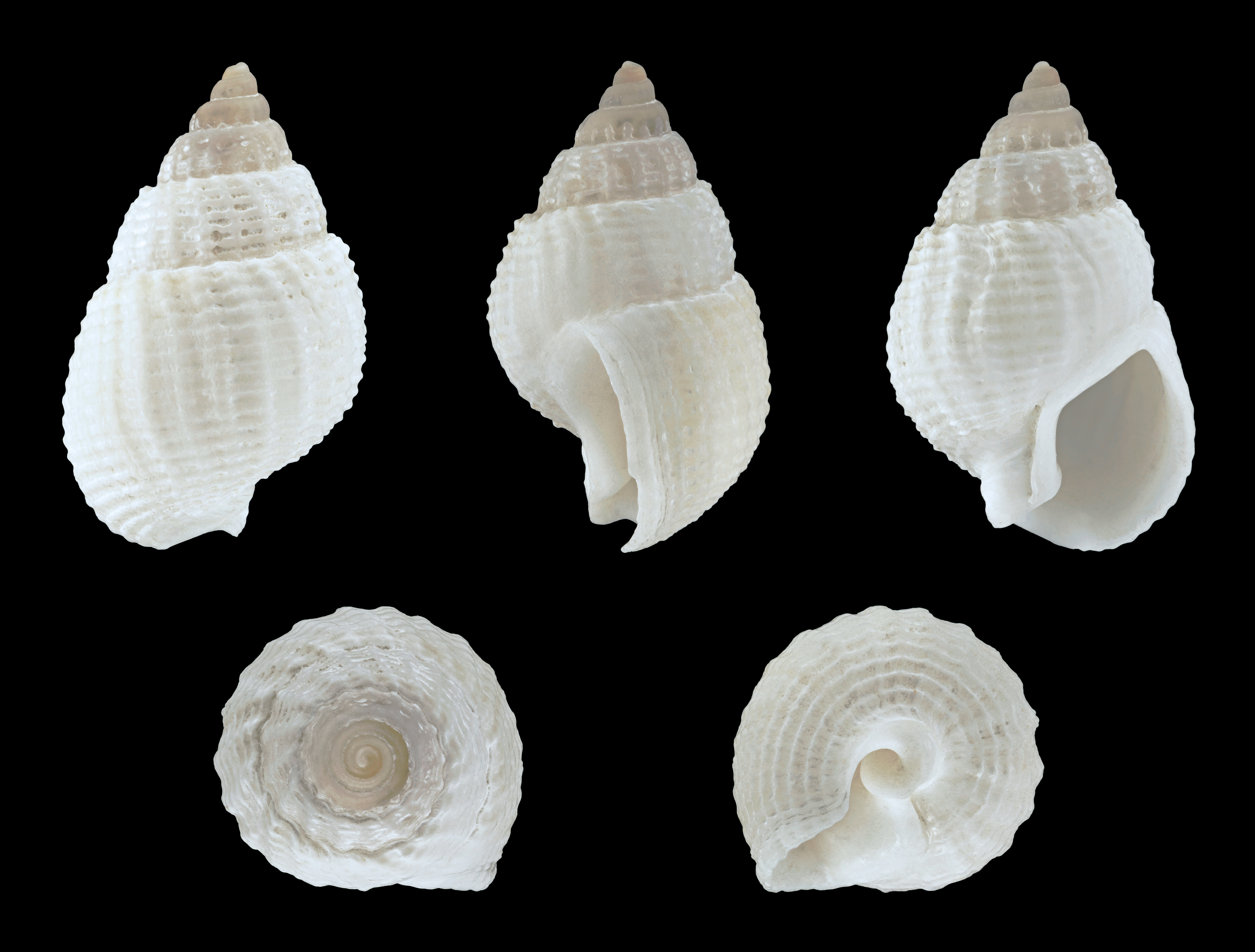
Nassarius (Zeuxis) niveus
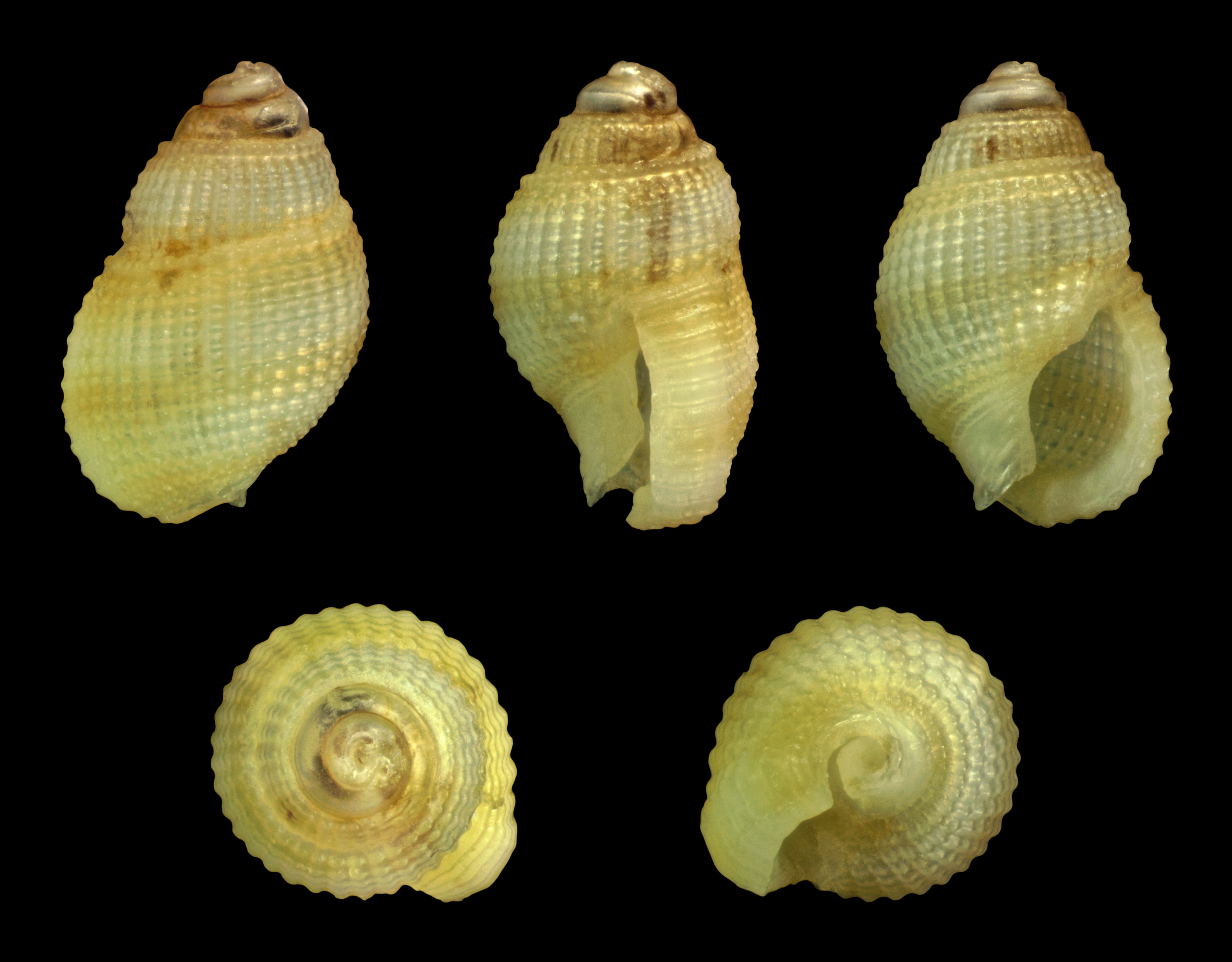
Nassarius (Zeuxis) ocellatus
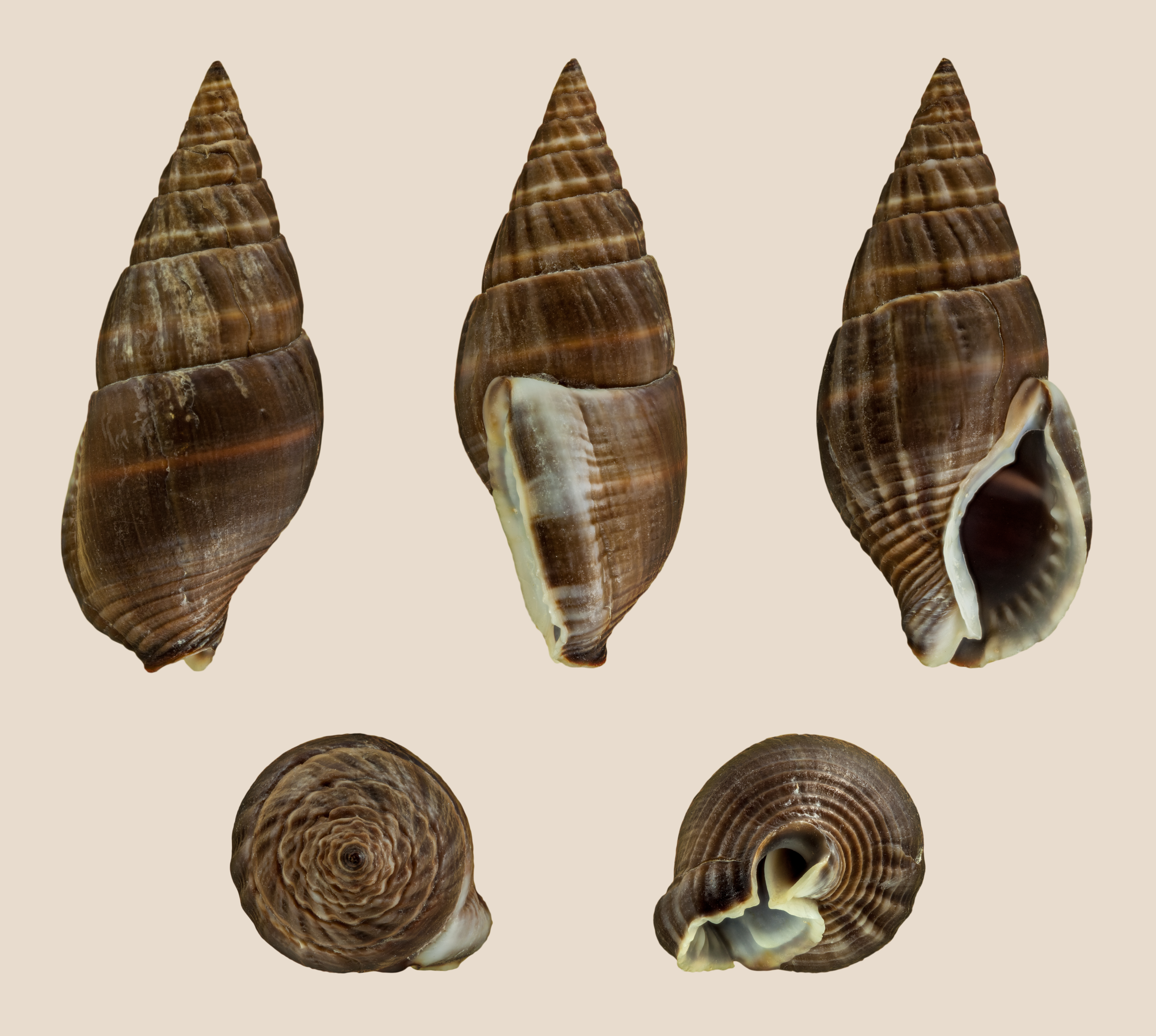
Nassarius (Zeuxis) olivaceus
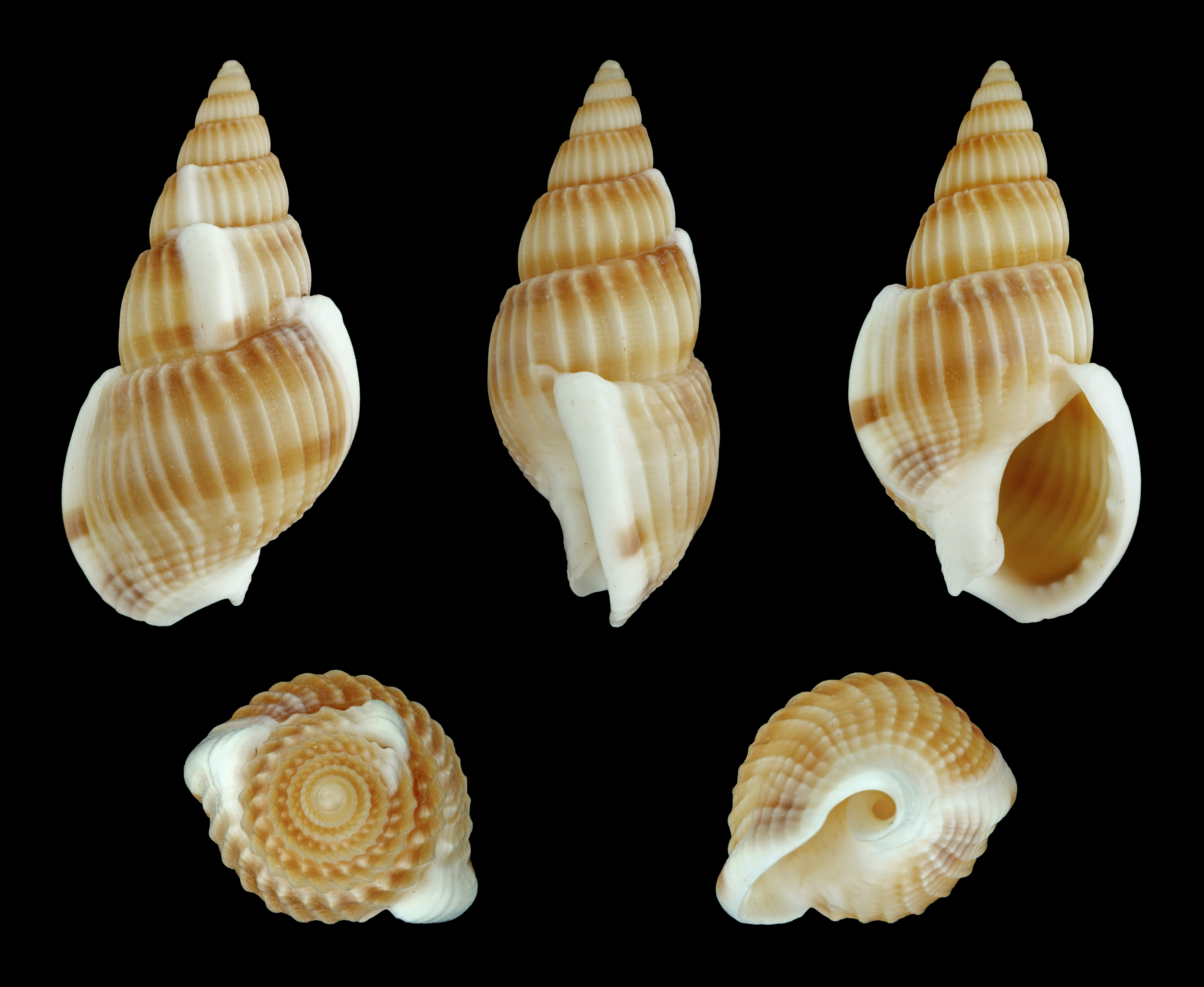
Nassarius (Zeuxis) variciferus